# Liste der Biografien/Kna
Liste der Biografien |
Portal Biografien |
Personensuche
# |
A |
B |
C |
D |
E |
F |
G |
H |
I |
J |
K |
L |
M |
N |
O |
P |
Q |
R |
S |
T |
U |
V |
W |
X |
Y |
Z |
?
 
Ka |
Kb |
Kc |
Kd |
Ke |
Kf |
Kg |
Kh |
Ki |
Kj |
Kl |
Km |
Kn |
Ko |
Kp |
Kr |
Ks |
Kt |
Ku |
Kv |
Kw |
Ky |
Kx |
Kz
 
Kna |
Kne |
Kng |
Kni |
Knj |
Kno |
Knu |
Kny
Die Liste der Biografien führt alle Personen auf, die in der deutschsprachigen Wikipedia einen Artikel haben. Dieses ist eine Teilliste mit 502 Einträgen von Personen, deren Namen mit den Buchstaben „Kna“ beginnt.

## Kna

### Knaa
- Knaack, Ernst (1914–1944), deutscher Kommunist und Widerstandskämpfer gegen den Nationalsozialismus
- Knaack, Georg (1857–1905), deutscher Klassischer Philologe und Gymnasiallehrer
- Knaack, Hans (* 1922), deutscher Fußballspieler
- Knaack, Joachim (1933–2012), deutscher Mediziner und Hobby-Ichthyologe
- Knaack, Jürgen (* 1946), deutscher Germanist und Publizist
- Knaack, Jürgen (* 1954), deutscher Drucker und Verleger
- Knaack, Pamela (* 1963), deutsche Schauspielerin
- Knaack, Peter (* 1968), deutscher Schauspieler
- Knaack, Rüdiger (* 1955), deutscher Tanzsporttrainer, Choreograph und Wertungsrichter
- Knaack, Susanne (* 1962), deutsche Künstlerin
- Knaack, Wilhelm (1829–1894), deutsch-österreichischer Schauspieler
- Knaak, Gerhard (1906–1944), deutscher Berufsoffizier und Widerstandskämpfer des 20. Juli 1944
- Knaak, Hans-Wolfram (1914–1941), deutscher Offizier und Gegner des NationalsozialismusHans-Wolfram Knaak (1914–1941)

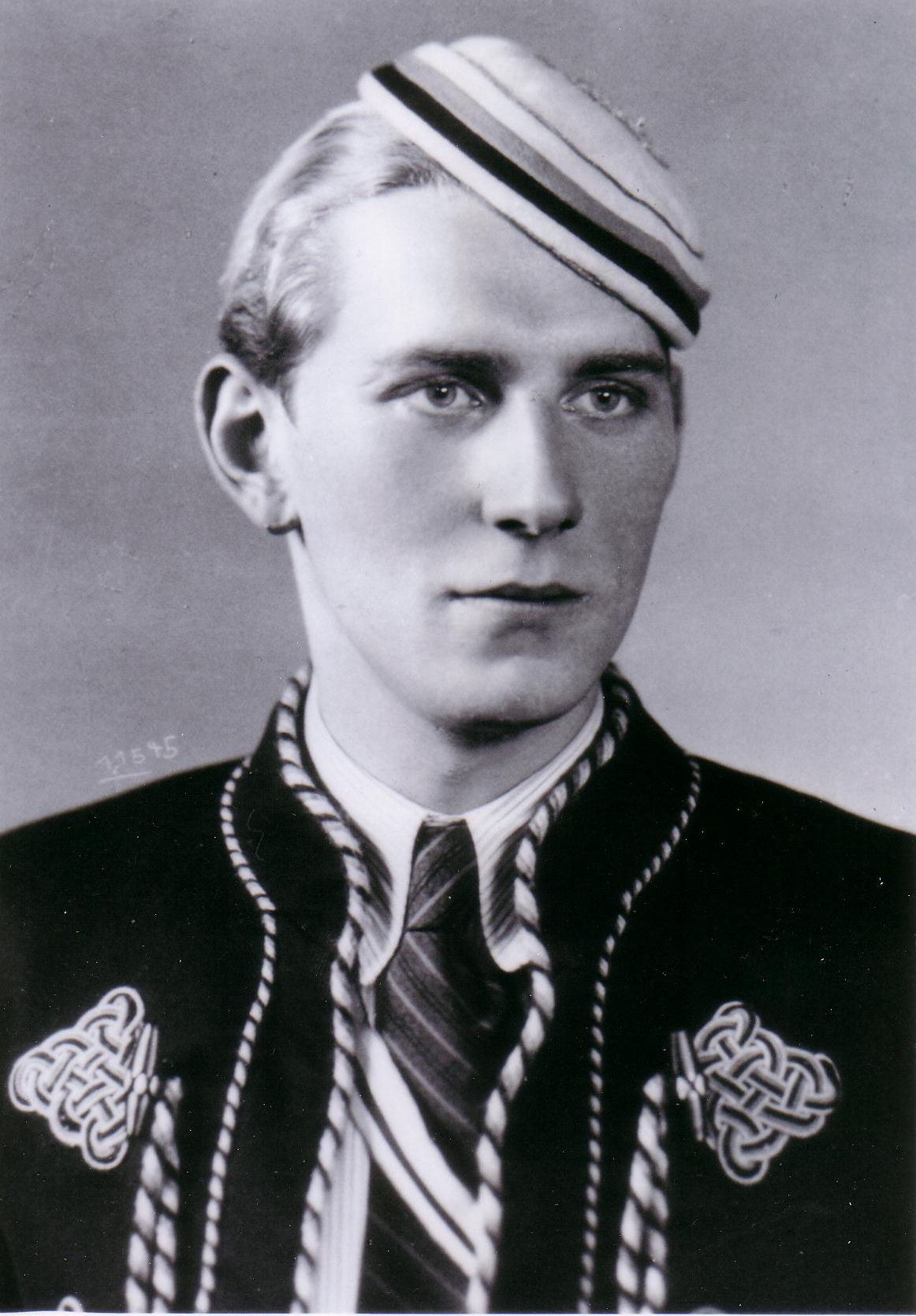
Hans-Wolfram Knaak (1914–1941)

- Knaak, Kurt (1902–1976), deutscher Lehrer und Schriftsteller
- Knaak, Lothar (1925–2006), Schweizer Psychotherapeut
- Knaak, Manfred (* 1960), deutscher Dirigent, Arrangeur, Komponist und Musikproduzent
- Knaak, Rainer (* 1953), deutscher Schachspieler
- Knaak, Rebecca (* 1996), deutsche FußballspielerinRebecca Knaak (* 1996)

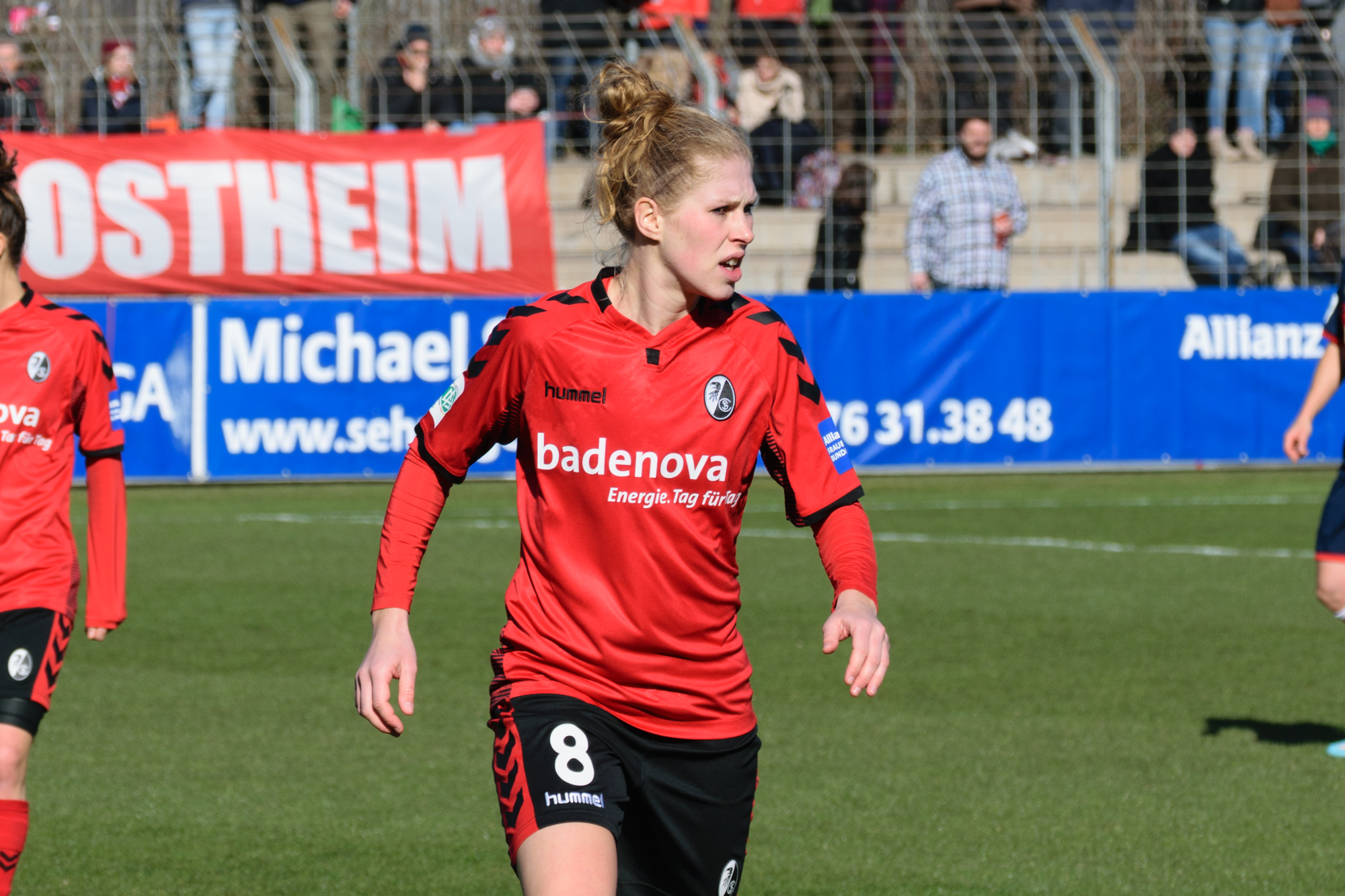
Rebecca Knaak (* 1996)

- Knaak, Richard A. (* 1961), US-amerikanischer Autor
- Knaak, Sebastian (* 1985), deutscher Musikproduzent und Songwriter
- Knaak, Turid (* 1991), deutsche Fußballspielerin
- Knaak, Ursula (1918–2011), deutsche Kinder- und Jugendpsychiaterin und Hochschullehrerin
- Knaake, Emil (1852–1932), deutscher Lehrer und Autor
- Knaake, Karl (1835–1905), deutscher evangelischer Theologe, Lutherforscher, Begründer der Weimarer Lutherausgabe
- Knaake, Max (1884–1968), deutscher Filmarchitekt
- K’naan (* 1978), somalisch-kanadischer Hip-Hop-Musiker
- Kna'an, Mohammed (* 2000), israelischer Fußballspieler
- Knaap, Astrid van der (* 1964), niederländische Badmintonspielerin
- Knaap, Ewout van der (* 1965), niederländischer Germanist und Literaturwissenschaftler
- Knaap, Marjo van der (* 1958), niederländische pädiatrische Neurologin
- Knaape, Hans-Hinrich (* 1934), deutscher Politiker (SPD), MdB

### Knab
- Knab, Anton (1878–1945), deutscher römisch-katholischer Lehrer und Märtyrer
- Knab, Armin (1881–1951), deutscher Komponist
- Knab, Doris (* 1928), deutsche katholische Erziehungswissenschaftlerin und Hochschullehrerin
- Knab, Eckhart (* 1940), deutscher Psychologe
- Knab, Ferdinand (1837–1902), deutscher MalerFerdinand Knab (1837–1902)

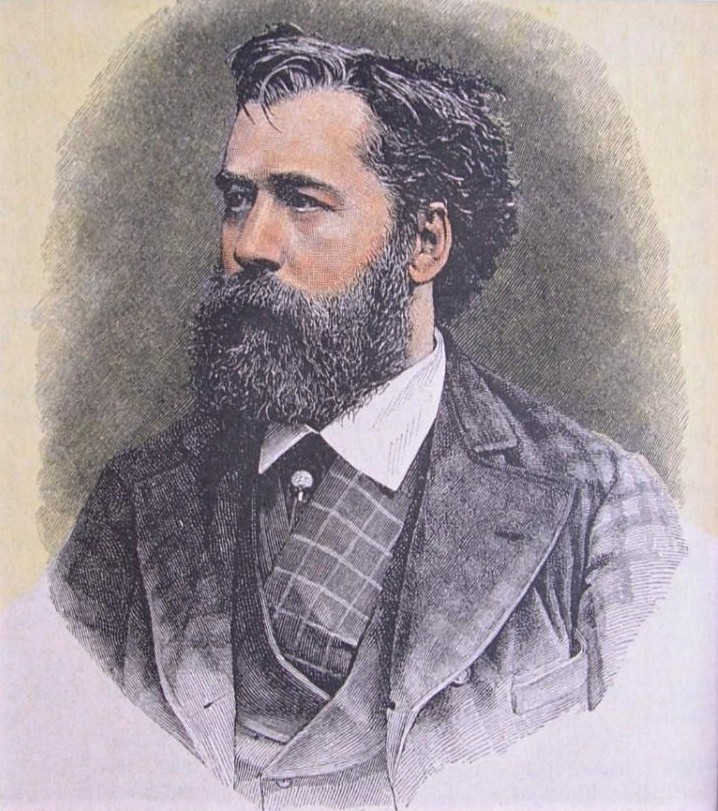
Ferdinand Knab (1837–1902)

- Knab, Jakob (* 1951), deutscher Autor, Gründer und Sprecher der Initiative gegen falsche Glorie
- Knab, Jodok (1593–1658), schweizerischer römisch-katholischer Geistlicher
- Knab, Johannes (* 1946), deutscher Radrennfahrer
- Knab, Josef (1894–1945), deutscher Widerstandskämpfer
- Knab, Michael, österreichischer Baumeister
- Knab, Otto Michael (1905–1990), deutscher Journalist und Exil-Schriftsteller
- Knab, Peter (1895–1963), deutscher Politiker (KPD), MdR
- Knab, Robert, deutscher Fußballschiedsrichter
- Knab, Ruben (* 1988), niederländischer Ruderer
- Knab, Sebastian († 1690), deutscher Geistlicher
- Knab, Timothy James (* 1949), US-amerikanischer Anthropologe
- Knab, Ursula (1929–1989), deutsche Leichtathletin und Olympiamedaillengewinnerin
- Knab, Werner (1908–1945), deutscher Jurist, SS-Führer und Regierungsrat beim SD
- Knabbe, Cornelius, deutscher Laboratoriums- und Transfusionsmediziner sowie Hochschullehrer
- Knabe, Anne (* 1952), deutsche Regisseurin und Fernsehproduzentin
- Knabe, August (1847–1940), deutscher evangelischer Kirchenmusiklehrer, Komponist und Chorleiter
- Knabe, Erich (1882–1940), deutscher evangelisch-lutherischer Geistlicher
- Knabe, Georg (1894–1978), deutscher Politiker (CDU), MdV, sächsischer Handelsminister
- Knabe, Gerd (1923–2016), deutscher Kabarettist
- Knabe, Gerhard (* 1924), deutscher Gewerkschafter (FDGB)
- Knabe, Gerhard (1936–2005), deutscher Maler und Grafiker
- Knabe, Herbert (1918–2009), deutscher Sozialmediziner und Sozialhygieniker
- Knabe, Hubertus (* 1959), deutscher HistorikerHubertus Knabe (* 1959)

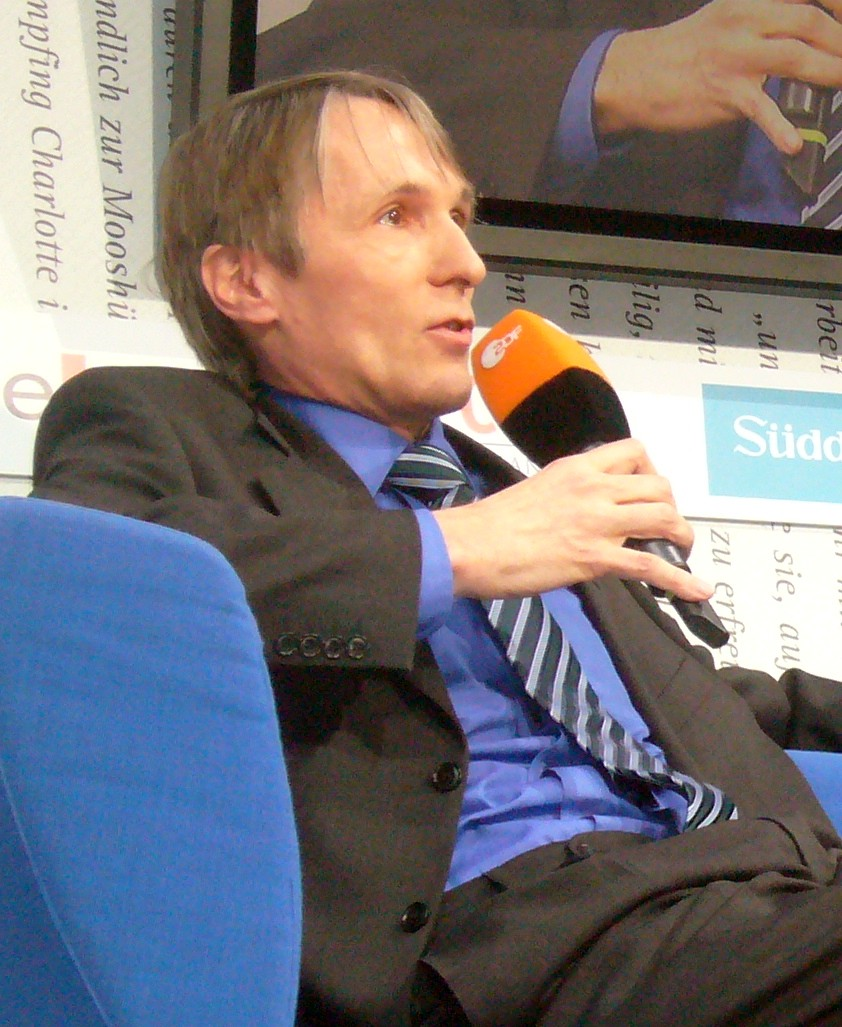
Hubertus Knabe (* 1959)

- Knabe, Joachim (1921–2005), deutscher Chemiker und Pharmazeut
- Knabe, Karl (1888–1968), deutscher Verwaltungsjurist und Landrat
- Knabe, Kerstin (* 1959), deutsche Hürdenläuferin und Olympiateilnehmerin
- Knabe, Knud (* 1941), deutscher Bildhauer
- Knabe, Lotte (1907–1991), deutsche Archivarin und Historikerin
- Knabe, Michael (* 1956), deutscher Admiralarzt der Deutschen Marine
- Knabe, Stefan (* 1963), deutscher Segler
- Knabe, Tilman (* 1970), deutscher Theaterregisseur
- Knabe, Wilhelm (1923–2021), deutscher Forstwissenschaftler und Politiker (Bündnis 90/Die Grünen), MdBWilhelm Knabe (1923–2021)

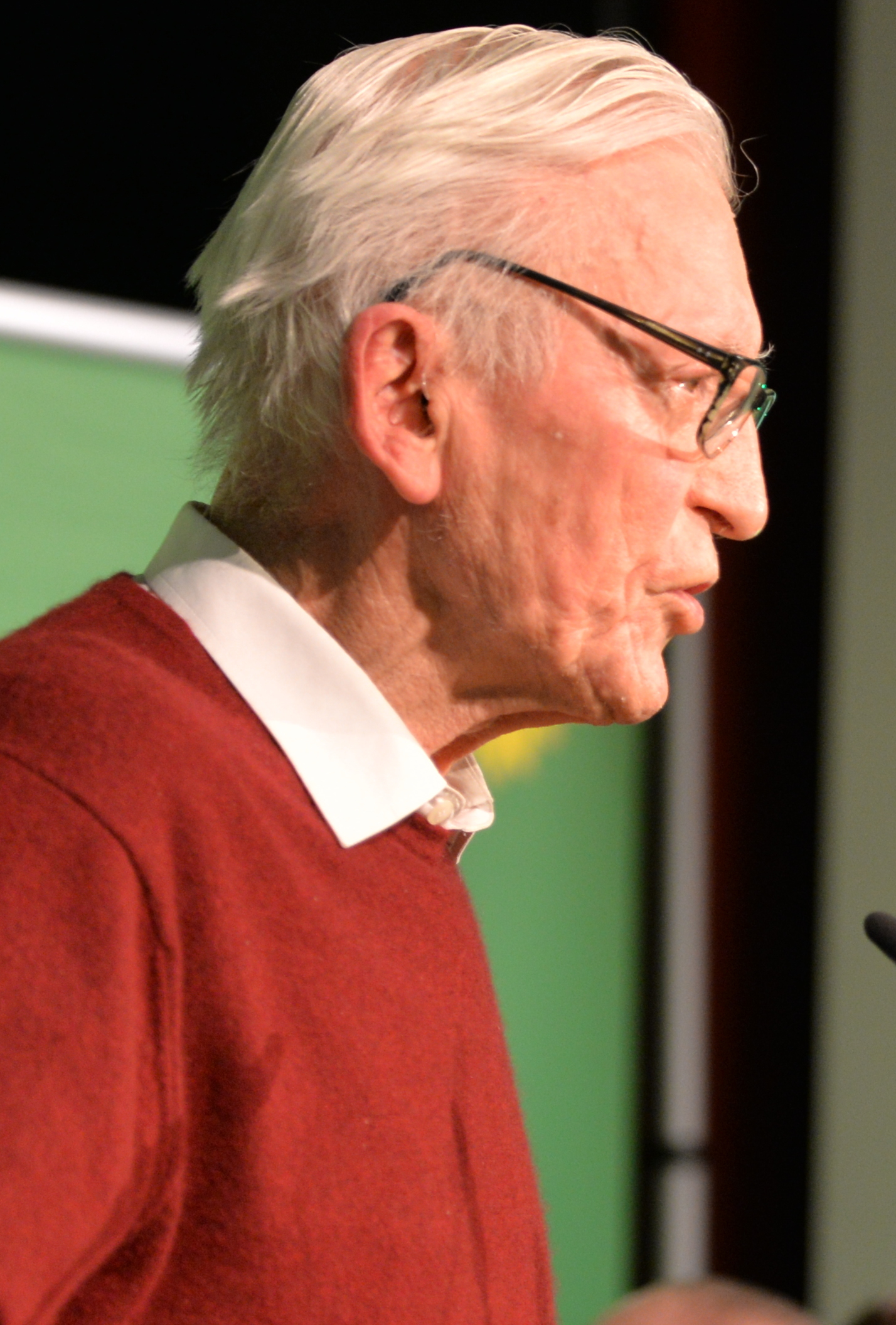
Wilhelm Knabe (1923–2021)

- Knabe, Willy (1896–1967), deutscher Maler, Grafiker und Exlibriskünstler
- Knabe, Wolfgang (* 1950), deutscher Kulturwissenschaftler und Expeditionsleiter
- Knabe, Wolfgang (* 1959), deutscher Dreispringer
- Knäbel, Alois (1902–1965), deutsches Waffen-SS-Mitglied und Kriegsverbrecher
- Knäbel, Peter (* 1966), schweizerisch-deutscher Fußballspieler und -trainer
- Knabel, Torsten (* 1980), österreichischer Fußballspieler
- Knabenhans, Walter (1906–1990), Schweizer Radrennfahrer
- Knabenreich, Franziska (* 1980), deutsche Hundestylistin, Fernsehmoderatorin, Buchautorin und Bloggerin
- Knabenshue, A. Roy (1876–1960), US-amerikanischer Ingenieur, Ballonfahrer und Flugpionier
- Knabenshue, Paul (1883–1942), US-amerikanischer Rechtsanwalt und Diplomat
- Knabl, Alois (* 1992), österreichischer Triathlet
- Knabl, Joseph (1819–1881), österreichischer Bildhauer
- Knabl, Karl (1850–1904), deutscher Bildhauer und Maler
- Knabl, Richard (1789–1874), österreichischer Altertumsforscher
- Knabl, Roland (* 1980), österreichischer Handballspieler
- Knabl, Rudi (1912–2001), bayerischer Zitherspieler
- Knabl, Rudolf Gregor (* 1951), deutscher Komponist
- Knabl, Samuel (* 1982), österreichischer Basketballspieler
- Knabl, Stefan (* 1983), österreichischer Nordischer Kombinierer
- Knäble, Jennifer (* 1980), deutsche FernsehmoderatorinJennifer Knäble (* 1980)

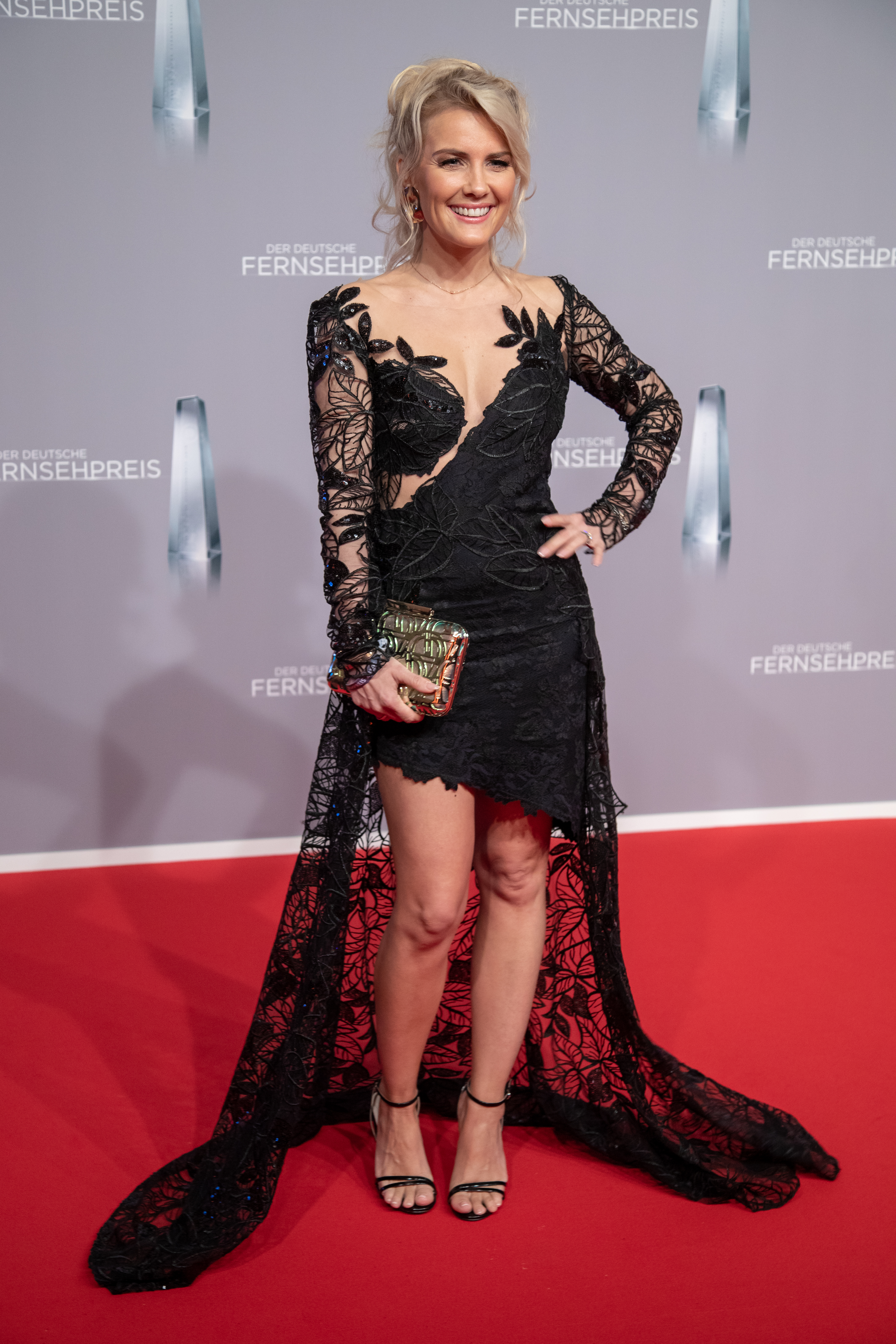
Jennifer Knäble (* 1980)

- Knabner, Peter (* 1954), deutscher Mathematiker und Hochschullehrer

### Knac
- Knack, Alia (* 2003), deutsche Springreiterin
- Knack, Andreas (1886–1956), deutscher Krankenhausdirektor und Abgeordneter der Hamburgischen Bürgerschaft
- Knack, Lisa (* 1986), deutsche Politikerin (CDU)Lisa Knack (* 1986)

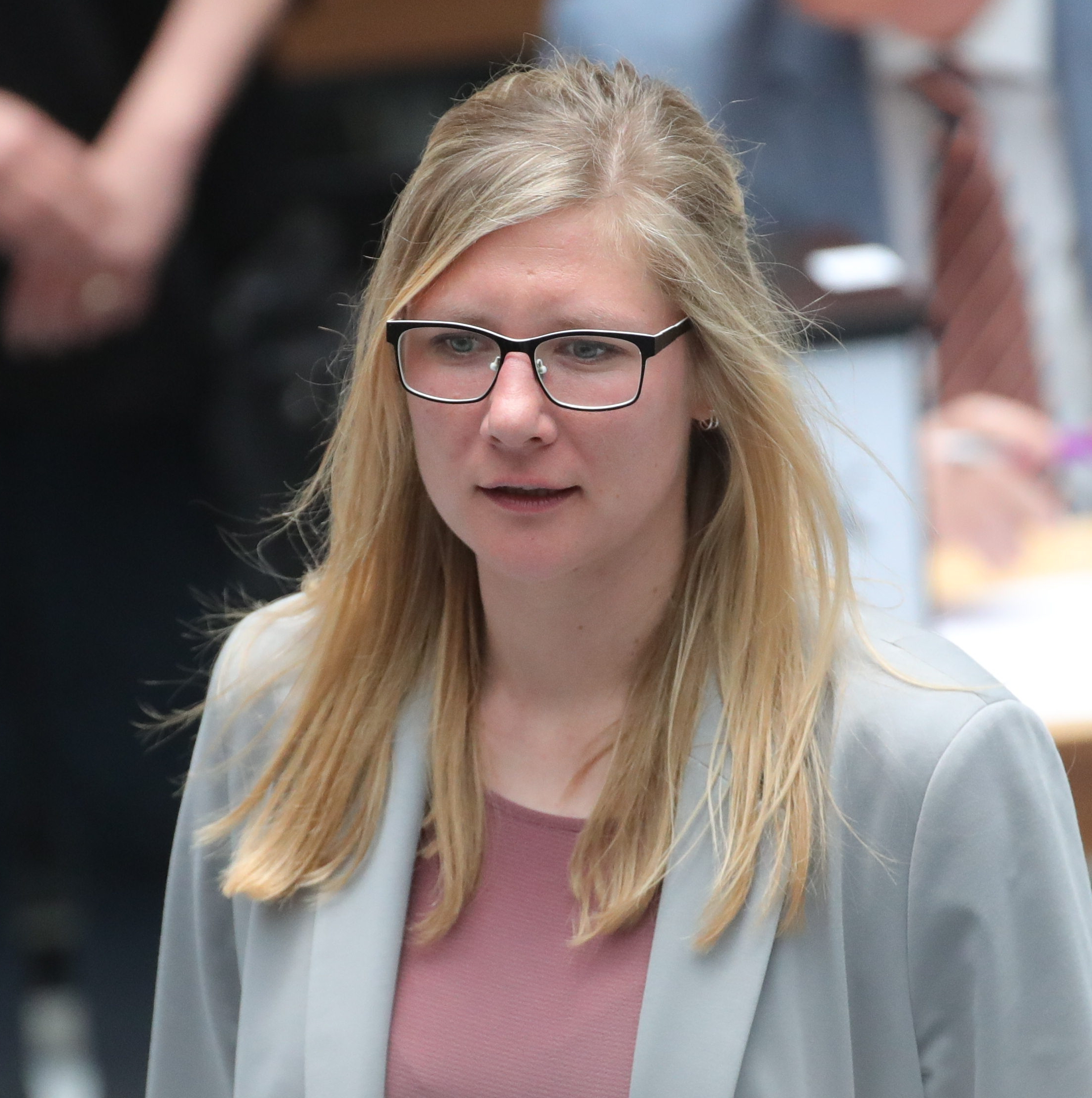
Lisa Knack (* 1986)

- Knack, Peter (1938–1976), deutscher Badmintonspieler
- Knacke, Christiane (* 1962), deutsche Schwimmerin
- Knacke, Ottmar (1920–2004), deutscher Metallurg und Rektor der RWTH Aachen
- Knackeboul (* 1982), Schweizer Rapper, Beatboxer und Moderator
- Knackfuss, Eduard Heinrich (1855–1945), deutscher Dominikaner, katholischer Priester und Maler
- Knackfuß, Friedrich Ludwig Karl (1772–1842), preußischer Generalmajor
- Knackfuß, Hermann (1848–1915), deutscher Maler
- Knackfuß, Hubert (1866–1948), deutscher Bauforscher
- Knackmuß, Markus (* 1974), deutscher Fußballspieler
- Knackmuß, Werner (1908–1964), deutscher Maler und Grafiker
- Knackrügge, Anna Barbara, deutsche Lyrikerin
- Knackstedt, Ernst (1862–1930), deutscher Maschinenbauingenieur, Unternehmer und Generaldirektor
- Knackstedt, Günter (1929–2012), deutscher Botschafter in mehreren Ländern
- Knackstedt, Hans-Otto (1912–1995), katholischer Religionspädagoge
- Knackstedt, Jordan (* 1988), deutsch-kanadischer Eishockeyspieler

### Knad
- Knade, Jacob († 1564), deutscher evangelischer Theologe, erster verheirateter reformatorischer Geistlicher, erster evangelischer Prediger im Königreich Polen

### Knae
- Knaevelsrud, Christine (* 1975), deutsche Psychologin, psychologische Psychotherapeutin und Sachbuchautorin

### Knaf
- Knafelj, Tomaž (* 1972), slowenischer Snowboarder
- Knaffl-Lenz, Alfons (1878–1957), österreichischer Diplomat
- Knafl, Stefan (1927–2005), österreichischer Politiker (ÖVP), Landtagsabgeordneter
- Knaflitsch, Josef Carl (1907–1982), österreichischer Komponist, Kapellmeister, Klavierbegleiter und Hochschullehrer

### Knag
- Knagge, Johannes (1807–1893), deutscher Kaufmann in Deutschland und Java und Erbauer eines Baudenkmals

### Knai
- Knaifel, Alexander Aronowitsch (1943–2024), russischer Cellist und Komponist

### Knak
- Knak, Gustav (1806–1878), deutscher lutherischer Theologe, Erweckungsprediger, Förderer des Missionsgedankens und KirchenlieddichterGustav Knak (1806–1878)

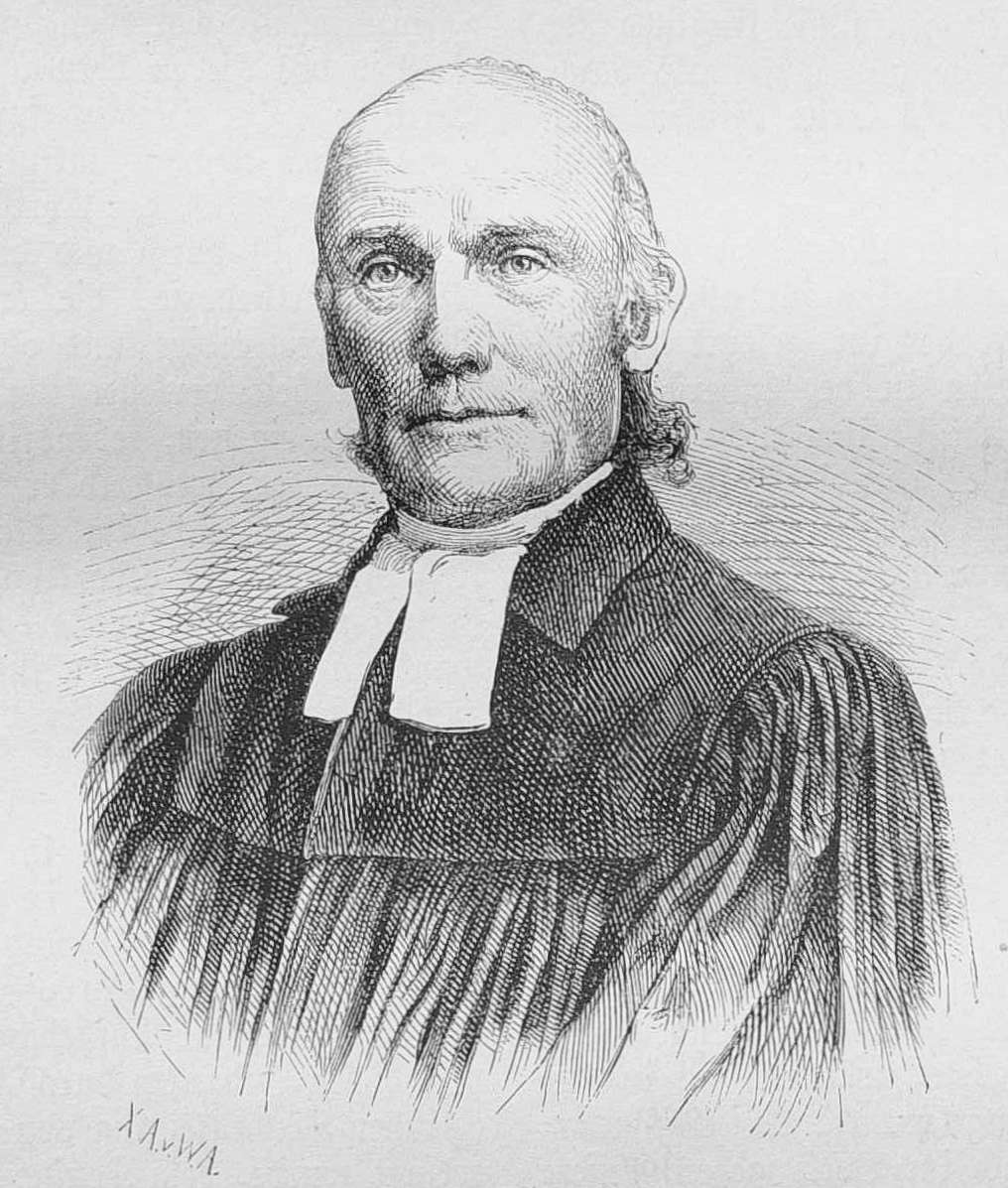
Gustav Knak (1806–1878)

- Knak, Siegfried (1875–1955), deutscher evangelischer Theologe, Missionswissenschaftler und Hochschullehrer
- Knak, Thomas (* 1973), dänischer Musiker, Komponist und Labelbetreiber
- Knake, Else (1901–1973), deutsche Medizinerin, Zellforscherin und Hochschullehrerin
- Knake, Susanne (* 1971), deutsche Ärztin und Hochschullehrerin
- Knake-Werner, Heidi (* 1943), deutsche Politikerin (Die Linke), MdA, Sozialsenatorin, MdB
- Knakrick, Adolf (1886–1959), deutscher Kommunalpolitiker

### Knal
- Knall, Dieter (1930–2019), österreichischer evangelisch-lutherischer Theologe und Bischof
- Knall, Klaus (* 1936), deutscher Dirigent und Kantor mit Wurzeln im rumänischen Siebenbürgen
- Knall, Kristjan, Autor
- Knaller, Alfred (1931–2019), österreichischer Politiker (ÖVP), Mitglied des Bundesrates
- Knaller, Marco (* 1987), österreichischer Fußballtorwart
- Knaller, Viktor (1873–1932), ungarischer Politiker der deutschen Minderheit
- Knaller, Walter (* 1957), österreichischer Fußballspieler und -trainer
- Knaller, Wolfgang (* 1961), österreichischer Fußballspieler und TorwarttrainerWolfgang Knaller (* 1961)

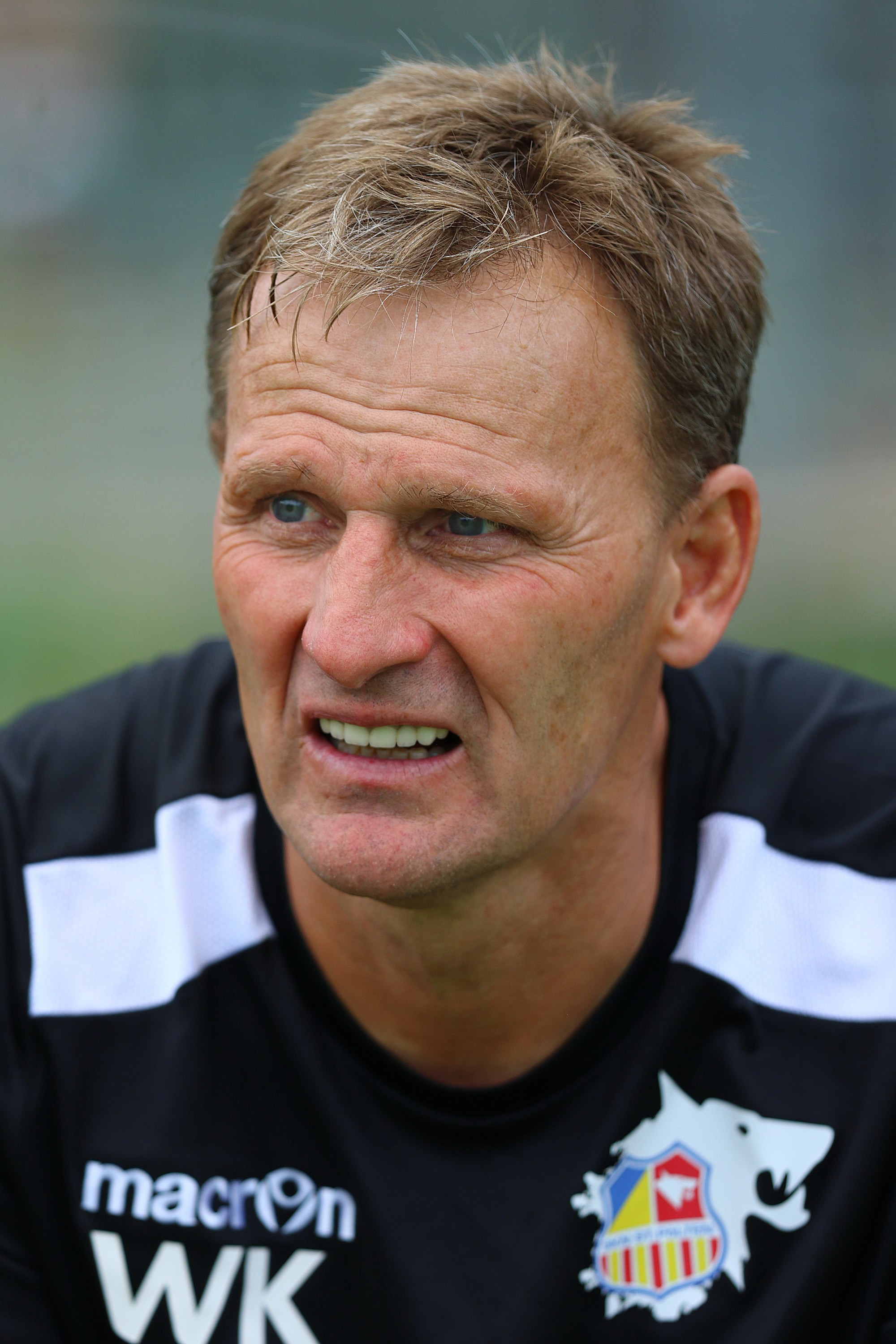
Wolfgang Knaller (* 1961)

### Knap
- Knap, Jan (* 1949), tschechischer Maler
- Knap, Josef (1900–1973), tschechischer Schriftsteller, Dichter, Literaturkritiker, Vertreter des Ruralismus
- Knap, Katharina (* 1982), österreichische Schauspielerin
- Knap, Leon (* 1911), jugoslawischer Skilangläufer
- Knape, Andy (* 1986), deutscher Politiker (NPD)
- Knape, Bo (* 1949), schwedischer Segler
- Knape, Christoph (1747–1831), deutscher Mediziner und Hochschullehrer
- Knape, Claudia (* 1969), deutsche Motorbootrennfahrerin
- Knape, Gerhard (1914–1993), deutscher Schauspieler, Sprecher und Regisseur
- Knape, Joachim (* 1950), deutscher Germanist, Professor für Allgemeine Rhetorik
- Knape, Michael (1951–2023), deutscher Polizist, Dozent und Autor
- Knape, Ulrika (* 1955), schwedische Wasserspringerin
- Knape, Walter (1906–2000), deutscher Dirigent, Komponist, Autor und Hochschullehrer
- Knape, Wolfgang (1947–2023), deutscher Schriftsteller
- Knapen, Ben (* 1951), niederländischer Journalist, Historiker und Politiker
- Knapić, Željko (* 1957), Jugoslawischer Leichtathlet
- Knapik, Eugeniusz (* 1951), polnischer Komponist, Pianist und Musikpädagoge
- Knapitsch, Franz (1911–1980), österreichischer Gutsbesitzer, Politiker und Landtagsabgeordneter
- Knapitsch, Franz von (1785–1867), österreichischer Jurist und Politiker
- Knapitsch, Ilse (1899–1979), österreichische Rechtsanwältin und Frauenrechtlerin
- Knapková, Miroslava (* 1980), tschechische Ruderin
- Knapman, Roger (* 1944), britischer Politiker (UKIP), Mitglied des House of Commons, MdEP
- Knapp, Albert (1798–1864), deutscher Dichter
- Knapp, Alexis (* 1989), US-amerikanische SchauspielerinAlexis Knapp (* 1989)

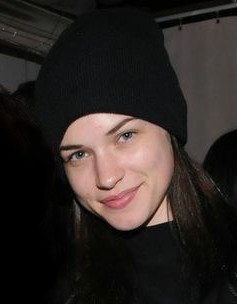
Alexis Knapp (* 1989)

- Knapp, Alfred (1870–1929), Hüttenwerksleiter und technischer Geschäftsführer
- Knapp, Alwin (1918–1995), deutscher Dermatologe und Humangenetiker in Greifswald
- Knapp, André (* 1973), deutscher Kommunalpolitiker (CDU), Oberbürgermeister von Suhl
- Knapp, Andreas (* 1958), deutscher Priester und Dichter
- Knapp, Anja (* 1988), deutsche Triathletin
- Knapp, Anthony L. (1828–1881), US-amerikanischer Politiker
- Knapp, Anthony W. (* 1941), US-amerikanischer Mathematiker
- Knapp, Anton (* 1955), deutscher Kommunalpolitiker (CSU)
- Knapp, Beau (* 1989), US-amerikanischer Schauspieler
- Knapp, Bruno (1925–2010), deutscher Jurist und Kommunalpolitiker (CDU)
- Knapp, Charles (1797–1880), US-amerikanischer Politiker
- Knapp, Charles (1855–1921), Schweizer Geograf, Ethnologe und Museumsleiter
- Knapp, Charles J. (1845–1916), US-amerikanischer Politiker
- Knapp, Charles L. (1847–1929), US-amerikanischer Jurist und Politiker
- Knapp, Chauncey L. (1809–1898), US-amerikanischer Politiker
- Knapp, Christian von (1800–1861), Finanzminister des Königreichs Württemberg
- Knapp, Daniela (* 1972), österreichische Kamerafrau
- Knapp, Edward Alan (1932–2009), US-amerikanischer Physiker und Direktor der National Science Foundation
- Knapp, Emil (1886–1973), deutscher Gewerkschaftsfunktionär und Politiker der SPD
- Knapp, Eva (1923–1930), deutsches Arbeiterkind
- Knapp, Evalyn (1906–1981), US-amerikanische Schauspielerin
- Knapp, Florence E. S. († 1949), US-amerikanische Politikerin
- Knapp, Franz (1880–1973), deutscher Jurist, Politiker, Oberbürgermeister der Stadt Konstanz (1946–1957)
- Knapp, Franz von (1791–1855), deutscher Verwaltungsjurist
- Knapp, Franz Xaver (1809–1883), österreichischer Landschafts- und Porträtmaler
- Knapp, Friedrich (1951–2024), deutscher Unternehmer, Inhaber der Modekette New Yorker
- Knapp, Friedrich Ludwig (1814–1904), deutscher Techniker
- Knapp, Fritz (1870–1938), deutscher Kunsthistoriker
- Knapp, Fritz Peter (* 1944), österreichischer Germanist und Literaturwissenschafter
- Knapp, Georg Christian (1753–1825), deutscher evangelischer Theologe
- Knapp, Georg Friedrich (1842–1926), deutscher Nationalökonom und HochschullehrerGeorg Friedrich Knapp (1842–1926)

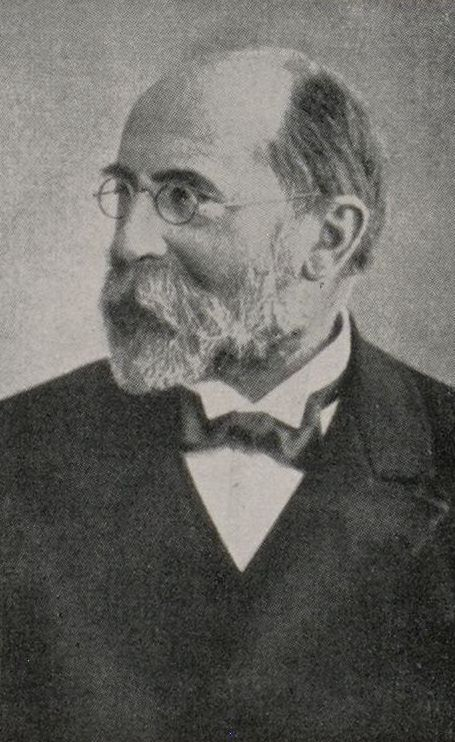
Georg Friedrich Knapp (1842–1926)

- Knapp, Georg Joseph von (1726–1802), jülich-bergischer Jurist, Rechtshistoriker, Verwaltungsbeamter und Richter
- Knapp, Gerhard P. (1943–2015), deutscher Germanist
- Knapp, Gottfried (* 1942), deutscher Kunstkritiker und Autor
- Knapp, Gudrun-Axeli (* 1944), deutsche Sozialwissenschaftlerin
- Knapp, Gustav (1871–1934), württembergischer Verwaltungsbeamter
- Knapp, Hans (1910–2006), deutscher Heimatforscher
- Knapp, Hans (1935–2004), österreichischer Mathematiker und Universitätsprofessor
- Knapp, Harry Shepard (1856–1923), US-amerikanischer Vizeadmiral
- Knapp, Heinrich von (1827–1904), deutscher Seifenfabrikant und Mitglied des Preußischen Abgeordnetenhauses
- Knapp, Hermann (1801–1859), württembergischer Jurist und Politiker
- Knapp, Hermann (* 1964), österreichischer Schriftsteller
- Knapp, Hermann Georg (1828–1890), deutscher Mundartdichter, Journalist und Privatgelehrter
- Knapp, Horst (1925–1996), österreichischer Wirtschaftsjournalist
- Knapp, James (* 1970), amerikanischer Science-Fiction-Schriftsteller
- Knapp, Jim (1939–2021), US-amerikanischer Jazzmusiker
- Knapp, Johann (* 1778), österreichischer Landschaftsmaler
- Knapp, Johann Friedrich (1776–1848), hessischer Politiker, Altertumsforscher und Schriftsteller, MdL Großherzogtum Hessen
- Knapp, Johann Friedrich (* 1780), deutscher Schriftsteller
- Knapp, Johann Georg (1705–1771), deutscher lutherischer Theologe und Pietist
- Knapp, Johann Michael (1791–1861), deutscher Architekt
- Knapp, Johannes (1807–1875), deutscher Politiker (DFP), MdR
- Knapp, John Merrill (1914–1993), US-amerikanischer Musikwissenschaftler
- Knapp, Josef (1912–1944), banatschwäbischer römisch-katholischer Geistlicher und Märtyrer
- Knapp, Josef (1921–2014), italienischer Kirchenmusiker und Komponist (Südtirol)
- Knapp, Karin (* 1987), italienische TennisspielerinKarin Knapp (* 1987)

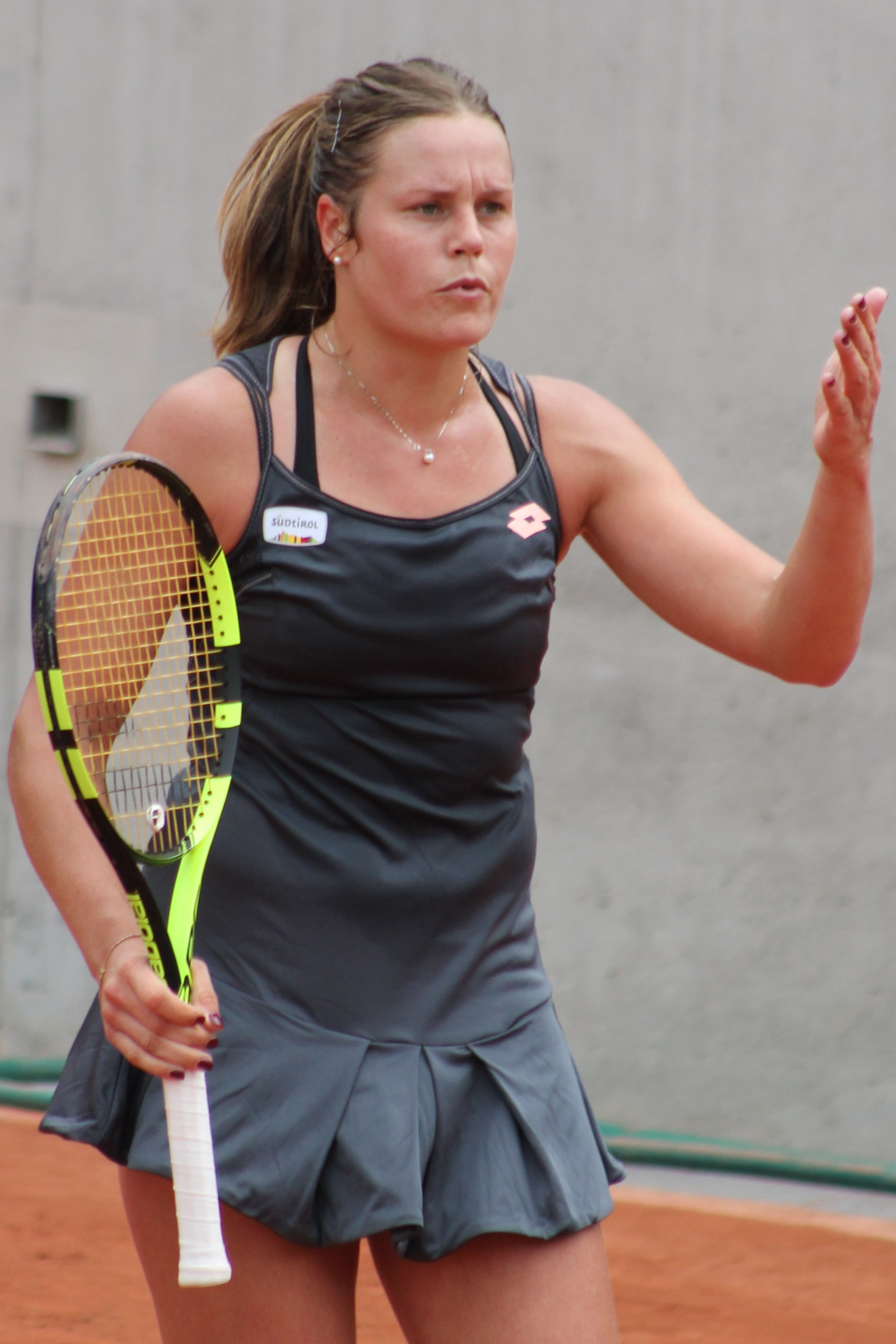
Karin Knapp (* 1987)

- Knapp, Karl (1870–1955), württembergischer Verwaltungsbeamter
- Knapp, Karl (1888–1944), österreichischer Politiker (SPÖ), Mitglied des Bundesrates
- Knapp, Karl (* 1933), deutscher Heimatforscher, Autor und Hobby-Archäologe
- Knapp, Karlfried (* 1946), deutscher Sprachwissenschaftler
- Knapp, Lawrence (1905–1976), US-amerikanischer Hockeyspieler
- Knapp, Leslie W. (1929–2017), US-amerikanischer Ichthyologe
- Knapp, Lisa (* 1974), britische Folkmusikerin (Gesang, Songwriting)
- Knapp, Lothar (1929–2015), deutscher Romanist
- Knapp, Ludwig, österreichischer Gerechter unter den Völkern
- Knapp, Lukas (* 1997), österreichischer Sportkletterer
- Knapp, Lyman Enos (1837–1904), US-amerikanischer Politiker
- Knapp, Manfred (* 1939), deutscher Politikwissenschaftler
- Knapp, Manuel (* 1978), österreichischer bildender Künstler, Filmemacher, Noise Musiker und Komponist
- Knapp, Marcel (* 1995), deutscher Grasskiläufer
- Knapp, Maria, österreichische Gerechte unter den Völkern
- Knapp, Maria von (1867–1932), deutsche Malerin
- Knapp, Markus (* 1954), deutscher katholischer Theologe und Professor für Fundamentaltheologie
- Knapp, Max (1899–1979), Schweizer Schauspieler und Theaterregisseur sowie Opern- und Operettensänger (Tenor)
- Knapp, Meinrad (* 1974), österreichischer Moderator
- Knapp, Michael, deutscher Verwaltungsbeamter (CDU)
- Knapp, Moritz (* 1999), deutscher Schauspieler
- Knapp, Natalie (* 1970), deutsche Philosophin und Publizistin
- Knapp, Ole (1931–2015), norwegischer Politiker
- Knapp, Orville (1904–1936), US-amerikanischer Jazz-Saxophonist und Bigband-Leader
- Knapp, Oskar (1898–1967), deutscher Landwirt und Politiker (CDU), MdL, MdB
- Knapp, Othmar (1940–2008), österreichischer Politiker (ÖVP), Landtagsabgeordneter
- Knapp, Otto von (1831–1896), deutscher Jurist und Politiker, MdR
- Knapp, Paul (1851–1908), deutscher Gymnasiallehrer, Archäologe und Altphilologe
- Knapp, Paul (1874–1954), Schweizer Augenarzt
- Knapp, Paul (1879–1953), deutscher evangelischer Pfarrer und Pazifist
- Knapp, Paul (1880–1946), deutscher evangelischer Theologe
- Knapp, Peter (* 1931), Schweizer bildender Künstler und Fotograf
- Knapp, Peter (1939–1978), deutscher Bildhauer
- Knapp, Radek (* 1964), österreichischer Schriftsteller
- Knapp, Reinelde (1933–2022), österreichische Hochspringerin, Weitspringerin, Hürdenläuferin und Fünfkämpferin
- Knapp, Renée, US-amerikanische Musical-Darstellerin
- Knapp, Robert (1885–1954), österreichischer Offizier sowie SS-Brigadeführer
- Knapp, Robert (1946–2023), US-amerikanischer Althistoriker
- Knapp, Robert M. (1831–1879), US-amerikanischer Politiker
- Knapp, Roy (1891–1979), US-amerikanischer Perkussionist und Musikpädagoge
- Knapp, Sandra (* 1956), US-amerikanische Botanikerin
- Knapp, Sebastian (* 1980), britischer Filmschauspieler
- Knapp, Simone, österreichische Diplomatin und Botschafterin in Äthiopien
- Knapp, Stefan (* 1957), deutscher Fußballspieler
- Knapp, Thomas (* 1959), deutscher Politiker (SPD), MdL
- Knapp, Toby, US-amerikanischer Gitarrist
- Knapp, Udo (* 1945), deutscher Politologe und Politiker (SDS)
- Knapp, Ulrich (* 1956), deutscher Kunsthistoriker und Jurist
- Knapp, Walther (* 1871), deutscher Ingenieur und Hochschullehrer
- Knapp, Werner (1916–2002), deutscher Mediziner und Hochschullehrer
- Knapp, Werner (* 1953), deutscher Pädagoge, Fachdidaktiker und Hochschullehrer
- Knapp, Wilhelm (1840–1908), deutscher Verleger
- Knapp, Wilhelm (1898–1984), deutscher Parteifunktionär und antifaschistischer Widerstandskämpfer
- Knapp, Wolfgang, deutscher Basketballspieler
- Knapp, Wolfram H. (* 1945), deutscher Nuklearmediziner und Universitätsprofessor
- Knapp-Menzel, Magdalena (* 1964), österreichische Schauspielerin und Autorin
- Knappe von Knappstädt, August (1775–1852), preußischer Generalmajor
- Knappe von Knappstädt, Julius (1809–1872), preußischer Generalmajor und Kommandeur des 3. Garde-Regiments zu Fuß
- Knappe von Knappstädt, Otto (1815–1906), preußischer General der Infanterie
- Knappe, Alexander (* 1985), deutscher SängerAlexander Knappe (* 1985)

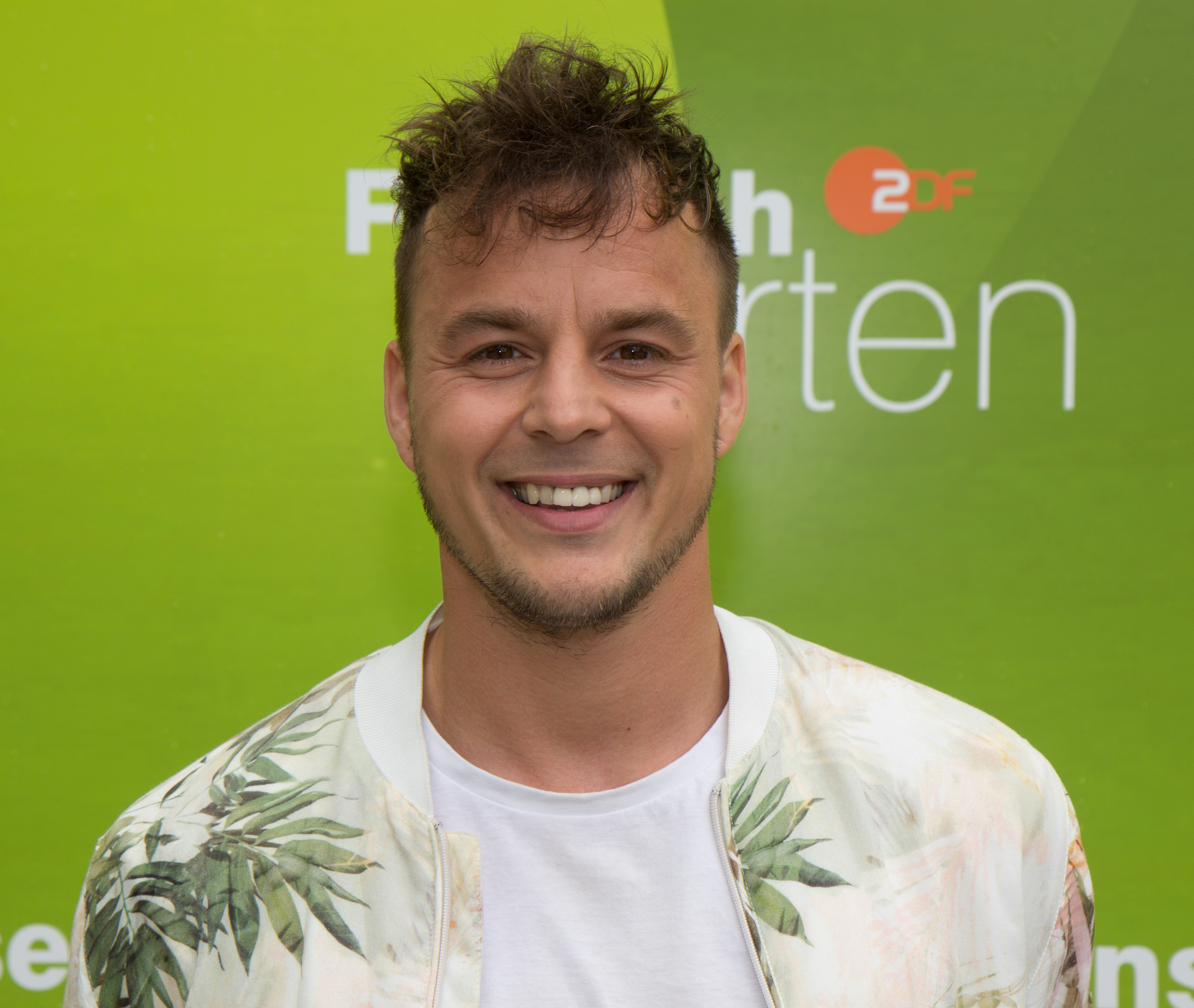
Alexander Knappe (* 1985)

- Knappe, Birgit (* 1955), deutsche bildende Künstlerin
- Knappe, Bodo (* 1935), deutscher Fußballspieler
- Knappe, Davino (* 2003), deutscher Fußballspieler
- Knappe, Dieter (1939–2002), deutscher Tischtennisspieler
- Knappe, Eckhard (1943–2022), deutscher Ökonom und Hochschullehrer
- Knappe, Ernst von (1839–1902), königlich preußischer Generalleutnant und zuletzt Kommandeur der Eisenbahnbrigade
- Knappe, Franz (1921–2017), deutscher Skispringer
- Knappe, Fritz (* 1897), deutscher Radrennfahrer
- Knappe, Heinrich (1887–1980), deutscher Musikpädagoge und Dirigent
- Knappe, Heinz (1924–1997), deutscher Schriftsteller
- Knappe, Hermann (1901–1984), deutscher Politiker (SPD), Mitglied der Stadtverordnetenversammlung von Groß-Berlin
- Knappe, Joachim (1929–2003), deutscher Biologe
- Knappe, Joachim (1929–1994), deutscher Schriftsteller
- Knappe, Jürgen (* 1957), deutscher Generalleutnant
- Knappe, Karl (1884–1970), deutscher Bildhauer
- Knappe, Karl Friedrich (1745–1808), deutscher Maler und Zeichner von Tieren und Pflanzen
- Knappe, Katrin (* 1954), deutsche Schauspielerin
- Knappe, Roland (1944–1995), deutscher Schauspieler, Synchron- und Hörspielsprecher
- Knappe, Wilhelm (1855–1910), deutscher Kolonialbeamter und Völkerkundler
- Knappe, Willi, deutscher Sportwissenschaftler und Hochschullehrer
- Knappek, Maurus (1890–1968), österreichischer Ordensgeistlicher, Abt von Altenburg
- Knäpper, Ernst (1920–1986), deutscher Parteifunktionär und Politiker (SPD)
- Knäpper, Erwin (* 1943), deutscher Politiker (CDU), MdBB
- Knäpper, Gerd (1943–2012), deutscher Keramiker
- Knappert, Jan (1927–2005), niederländischer Linguist
- Knappert, Joachim (1939–2010), deutscher Fußballspieler
- Knappertsbusch, Hans (1888–1965), deutscher Dirigent
- Knappheide, Volker (* 1966), deutscher Fußballspieler
- Knappich, Jakob (1866–1944), deutscher Firmengründer
- Knappich, Wilhelm (1880–1970), österreichischer Astrologe
- Knappik, Sarah (* 1986), deutsches ModelSarah Knappik (* 1986)

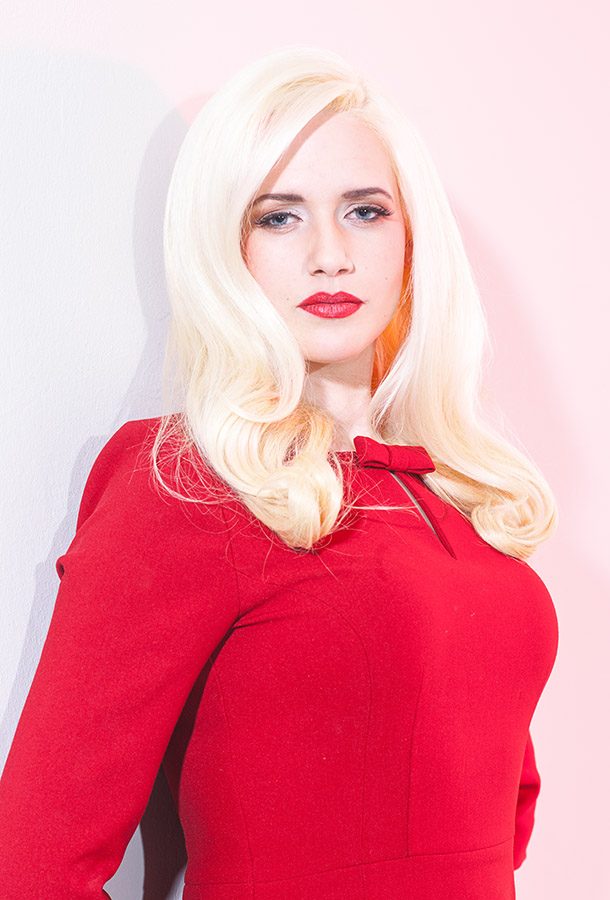
Sarah Knappik (* 1986)

- Knappitsch, Ferdinand von (1794–1875), österreichischer Gutsbesitzer und Politiker, Landtagsabgeordneter
- Knappmann, Christian (* 1981), deutscher Fußballspieler
- Knappstein, Gerhard (* 1948), deutscher Maschinenbauingenieur und Buchautor
- Knappstein, Karl Heinrich (1906–1989), deutscher Journalist und Diplomat, Botschafter in den USA (1962–1969)
- Knappworst, Hugo (1919–2005), deutscher Maurer, Bauingenieur, Bauunternehmer, Sammler und Heimatforscher
- Knappwost, Adolf (1913–2007), deutscher physikalischer Chemiker
- Knaps, Emil (* 1861), deutscher Verwaltungsjurist und Bezirksoberamtmann
- Knapstein, Gabriele (* 1963), deutsche Kunsthistorikerin und Museumsleiterin
- Knapstein, Paul-Georg (* 1938), deutscher Gynäkologe

### Knar
- Knar, Josef (1800–1864), österreichischer Mathematiker, Abgeordneter und Hochschullehrer
- Knardahl, Eva (1927–2006), norwegische klassische Pianistin
- Knarr, Günter (* 1955), deutscher Drehbuchautor, Regisseur und Produzent
- Knarresmed, Torstein († 1030), norwegischer Schiffbauer
- Knarvik, Kjell (1927–2011), norwegischer Skispringer

### Knas
- Knašas, Audrius (* 1998), litauischer Volleyball- und Beachvolleyballspieler
- Knäsche, Anjuli (* 1993), deutsche Stabhochspringerin
- Knasmüllner, Christoph (* 1992), österreichischer FußballspielerChristoph Knasmüllner (* 1992)

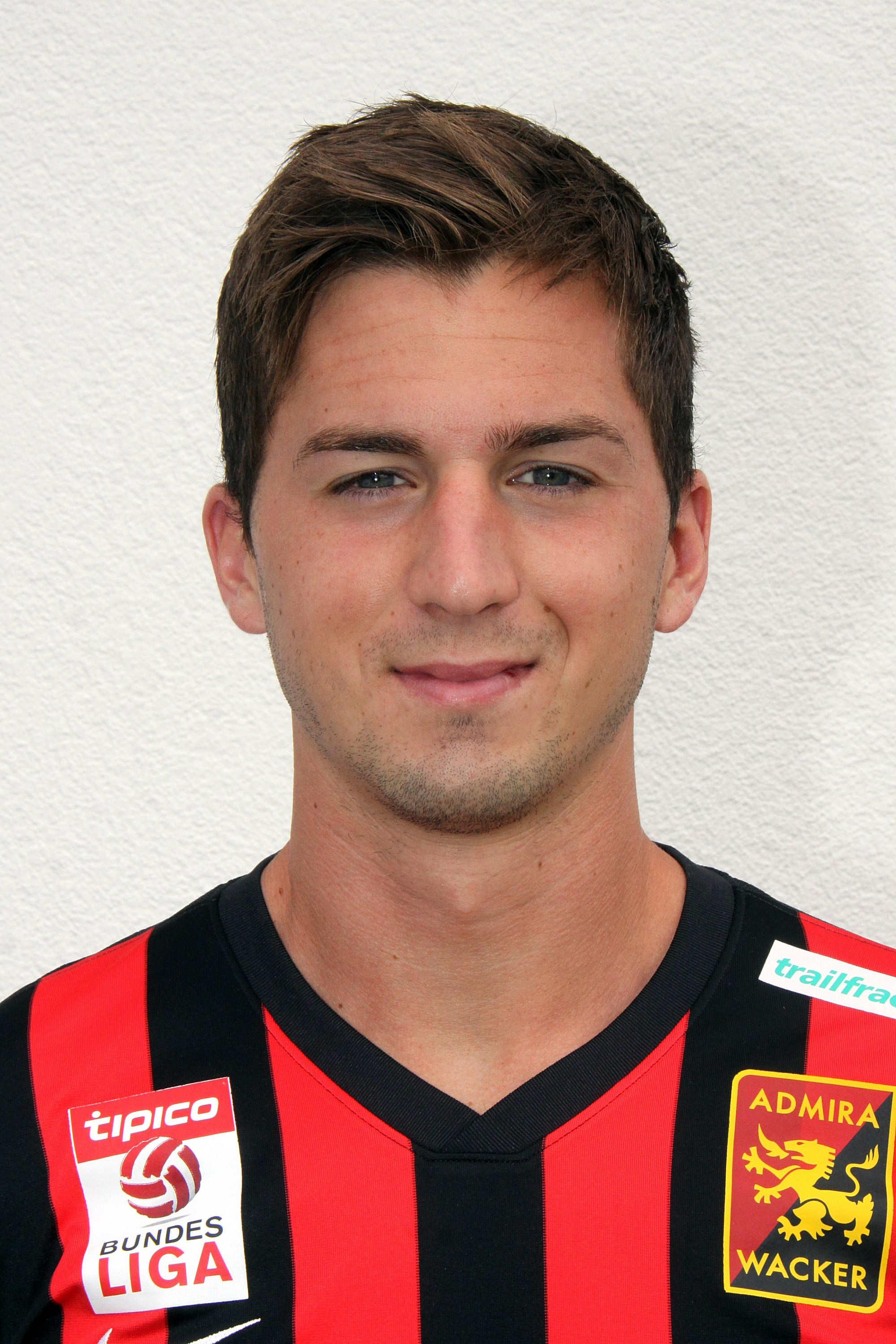
Christoph Knasmüllner (* 1992)

- Knaster, Bronisław (1893–1980), polnischer Mathematiker
- Knašys, Vytautas Petras (* 1937), litauischer Agronom und Politiker, Minister

### Knat
- Knatchbull, Edward (1781–1849), britischer Politiker der Conservative Party, Mitglied des House of Commons
- Knatchbull, John, 7. Baron Brabourne (1924–2005), britischer Filmproduzent
- Knatchbull, Norton, 3. Earl Mountbatten of Burma (* 1947), britischer Peer
- Knatchbull, Patricia, 2. Countess Mountbatten of Burma (1924–2017), britische AdligePatricia Knatchbull, 2. Countess Mountbatten of Burma (1924–2017)

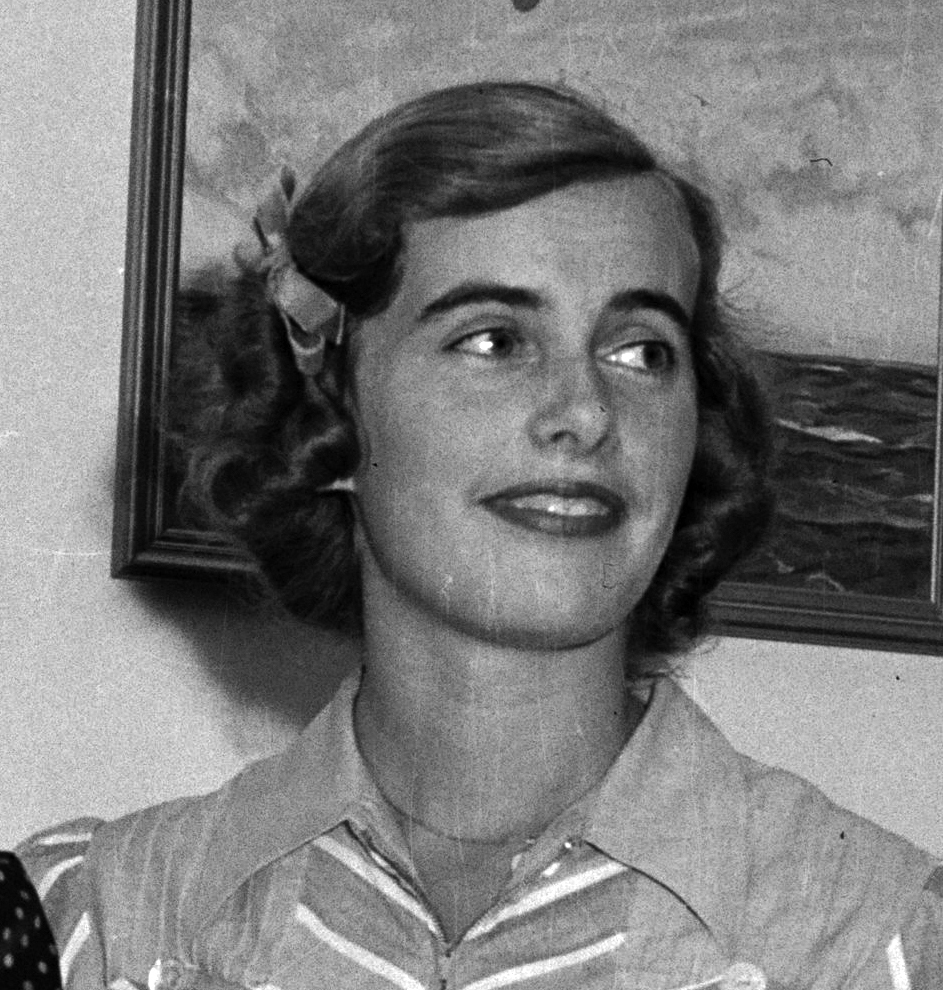
Patricia Knatchbull, 2. Countess Mountbatten of Burma (1924–2017)

- Knatchbull-Hugessen, Hughe (1886–1971), britischer Botschafter
- Knatchbull-Hugessen, Wyndham Wentworth, 3. Baron Brabourne (1885–1915), britischer Adliger, Politiker, Militär und Ornithologe
- Knatz, Birgit, deutsche Sozialarbeiterin und Supervisorin
- Knatz, Karlernst (1882–1951), deutscher Schriftsteller

### Knau
- Knau, Josef (1897–1945), deutscher Silberschmied und Widerstandskämpfer gegen den Nationalsozialismus
- Knaub, Heiner (1904–1975), deutscher Maler
- Knaub, Victor (* 1996), deutsch-kanadischer Eishockeyspieler
- Knauber, Jakob (1869–1950), deutscher römisch-katholischer Geistlicher, Prälat und Heimatschriftsteller
- Knauber, Karl-Heinz (* 1934), deutscher Richter
- Knauder, Christoph (* 1982), österreichischer Naturbahnrodler
- Knauder, Thomas (* 1983), österreichischer Naturbahnrodler
- Knaudt, Adolf (1825–1888), deutscher Ingenieur und Unternehmer
- Knaudt, Otto (1855–1911), deutscher Ingenieur und Unternehmer
- Knauer, Anja (* 1979), deutsche SchauspielerinAnja Knauer (* 1979)

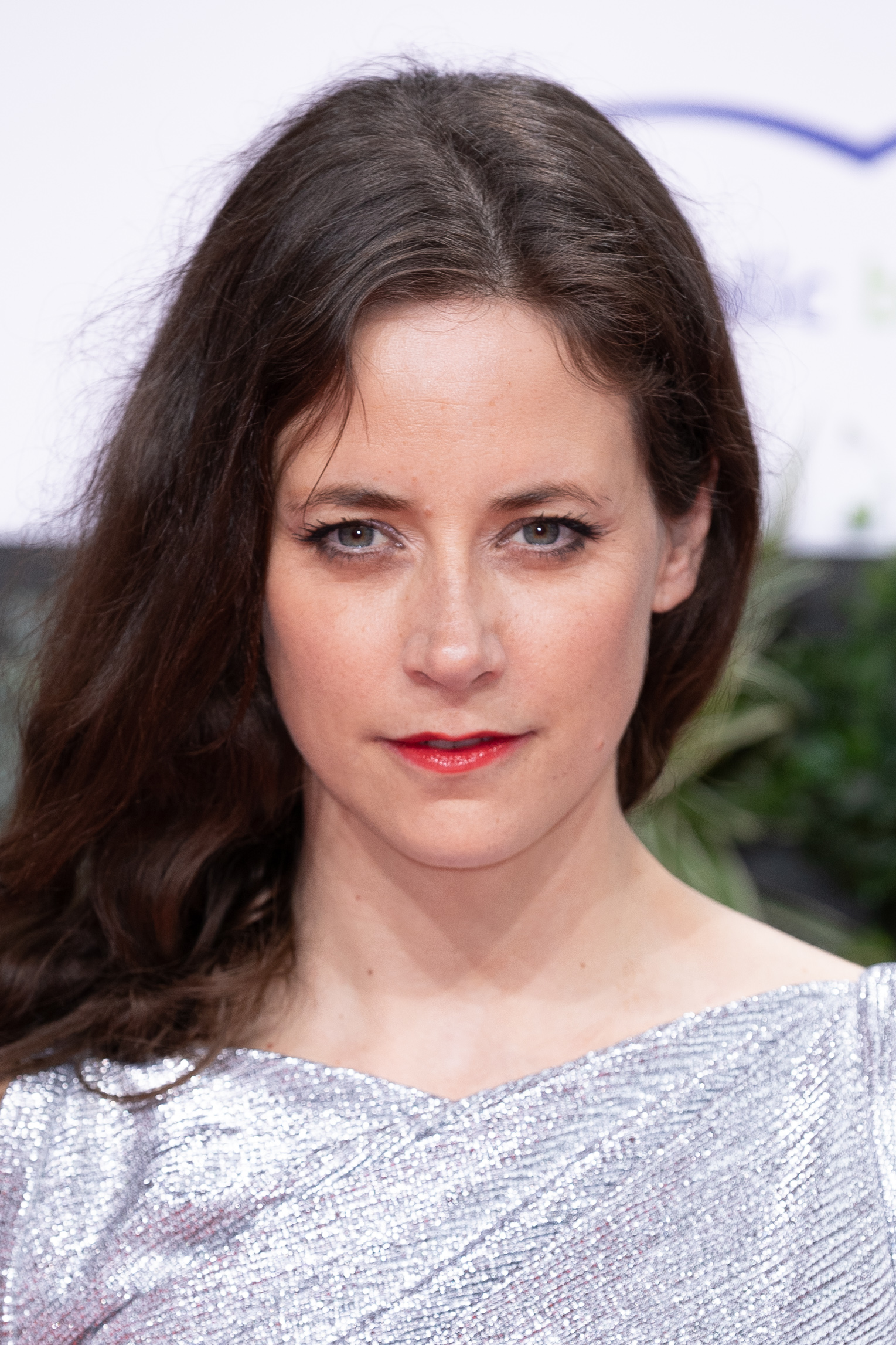
Anja Knauer (* 1979)

- Knauer, Anna (* 1995), deutsche Radrennfahrerin
- Knauer, Arnold (1931–1981), deutscher Berufsbildner und Ökonom
- Knauer, Arthur (1874–1964), deutscher Pferdezüchter
- Knauer, Christian (* 1952), deutscher Politiker (CSU), MdL
- Knauer, Christoph (* 1971), deutscher Rechtsanwalt und Honorarprofessor
- Knauer, Claudia (* 1961), deutsch-dänische Journalistin, Büchereidirektorin und Autorin
- Knauer, Elfriede (1926–2010), deutsche Archäologin
- Knauer, Emil (1867–1935), österreichischer Gynäkologe und Geburtshelfer
- Knauer, Ferdinand (1824–1889), deutscher Landwirt und Agrarwissenschaftler
- Knauer, Florian (* 1975), deutscher Jurist
- Knauer, Friedrich (1850–1926), österreichischer Zoologe
- Knauer, Friedrich (1897–1979), deutscher Physikochemiker
- Knauer, Gabriele (* 1954), deutsche Romanistin und Hochschullehrerin
- Knauer, Gallus (1654–1728), Abt des Klosters Langheim
- Knauer, Georg (1895–1971), deutscher Syndikus und Politiker (NSDAP, FDP), MdBB
- Knauer, Georg Friedrich Wilhelm (1830–1905), deutscher Hof-Goldschmied, Juwelier und Unternehmer
- Knauer, Georg Julius Friedrich (1790–1855), deutscher Hof-Goldschmied, Juwelier, Kommunalpolitiker und Unternehmer
- Knauer, Georg Nicolaus (1926–2018), deutsch-US-amerikanischer klassischer Philologe
- Knauer, Gustav A. (1886–1950), deutscher Szenenbildner und Filmarchitekt
- Knauer, Hans (1895–1952), deutscher Pädiater und Hochschullehrer
- Knauer, Hans (1932–2015), deutscher Entertainer, Kabarettist, Autor, Sänger und Komponist
- Knauer, Heinrich (1879–1947), deutscher Schlagzeuger und Solopauker
- Knauer, Heinrich Otto Christian (1719–1781), deutscher Goldschmied
- Knauer, Helmut (1924–2010), deutscher Kommunalpolitiker (SPD)
- Knauer, Herbert (1931–2024), deutscher Chemiker, Ingenieur und mittelständischer Unternehmer
- Knauer, Hermann (1872–1909), deutscher Bauunternehmer und Firmengründer
- Knauer, Hugo (1924–2008), deutscher Politiker (SPD), Bürgermeister von Herdecke
- Knauer, Jakob (* 1999), deutscher Handballspieler
- Knauer, Joseph (1764–1844), Fürstbischof von Breslau, Großdechant der Grafschaft Glatz
- Knauer, Karl (1872–1951), deutscher Gewerkschafter und Politiker (SPD), MdL
- Knauer, Karl (1906–1966), deutscher Romanist
- Knauer, Klaus (* 1949), deutscher Eisschnellläufer
- Knauer, Lorenz (* 1953), deutscher Filmregisseur für Dokumentarfilme
- Knauer, Marko (* 1982), deutscher Volleyballspieler
- Knauer, Marlon (* 1987), deutscher Sänger
- Knauer, Mathias (* 1942), Schweizer Filmregisseur
- Knauer, Mauritius († 1664), deutscher Abt des Zisterzienserklosters Langheim
- Knauer, Norbert (1923–2021), deutscher Agrarwissenschaftler
- Knauer, Peter (1935–2024), deutscher katholischer Theologe
- Knauer, Rocky (* 1951), deutscher Jazzmusiker
- Knauer, Sebastian (* 1949), deutscher Journalist und Schriftsteller
- Knauer, Sebastian (* 1971), deutscher klassischer PianistSebastian Knauer (* 1971)

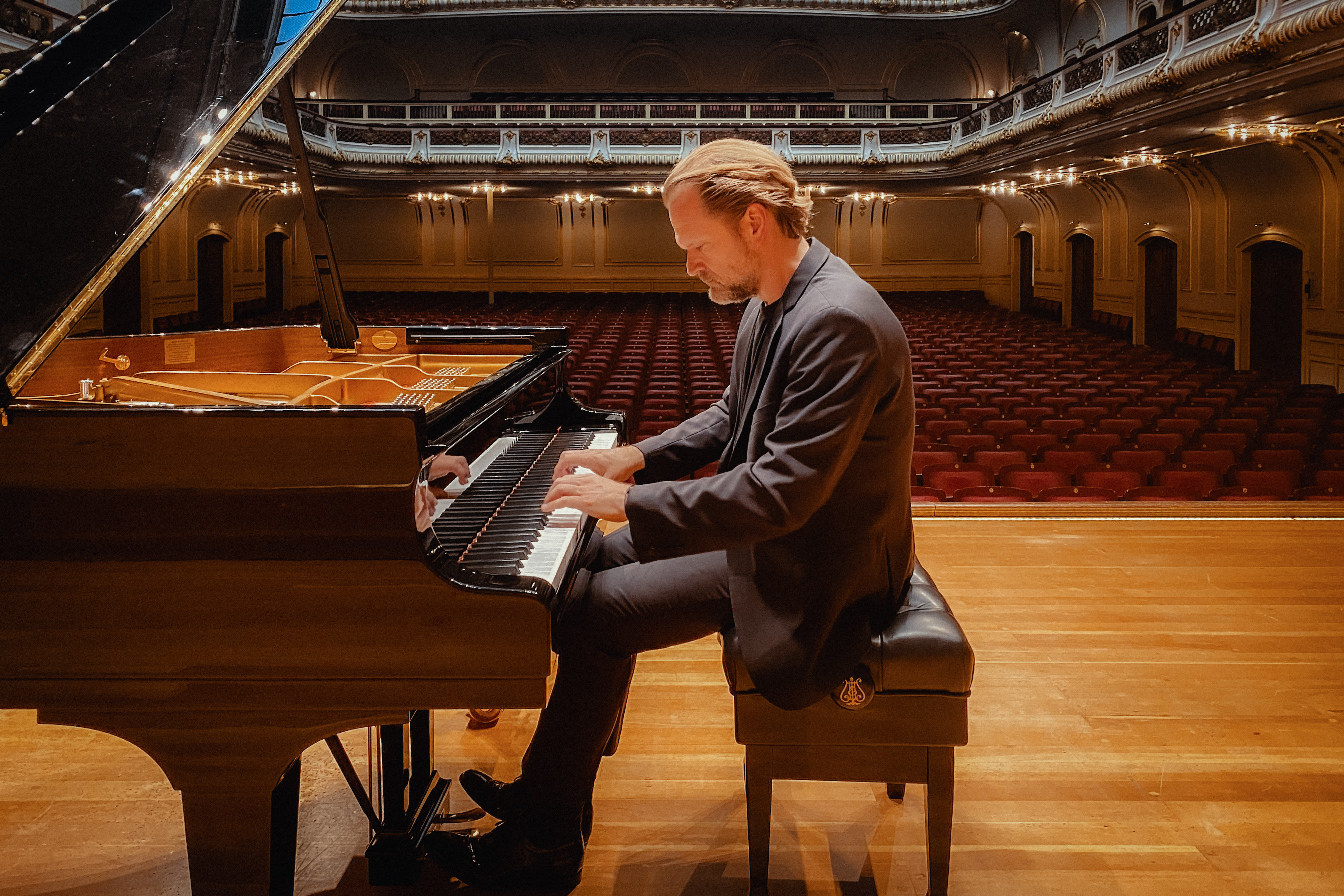
Sebastian Knauer (* 1971)

- Knauer, Shirley (* 1976), deutsche Biologin und Krebsforscherin
- Knauer, Stephanie (* 1971), deutsche Pianistin, Journalistin und Pädagogin
- Knauer, Tamina (* 1994), deutsche Florettfechterin
- Knauer, Thomas, deutscher Kirchenlieddichter
- Knauer, Thorsten (* 1980), deutscher Wirtschaftswissenschaftler und Hochschullehrer
- Knauer, Tim (* 1981), deutscher Schauspieler und Synchronsprecher
- Knauer, Vincenz (1828–1894), österreichischer Ordensgeistlicher, Theologe und Philosoph
- Knauer, Walter (1937–2013), deutscher Politiker (SPD), MdL
- Knauer, Willi (* 1930), deutscher Fußballspieler
- Knauer, Wolfram (* 1958), deutscher Musikwissenschaftler, Jazzforscher und Direktor des Jazzinstitut Darmstadt
- Knauf, Albrecht (* 1940), deutscher Unternehmer und Vizepräsident des Borussia Dortmund
- Knauf, Alexander (* 1974), deutscher Unternehmer
- Knauf, Alfons (1906–1982), deutscher Unternehmer
- Knauf, Ann-Marie (* 1992), deutsche Volleyballspielerin
- Knauf, Barbara (* 1987), deutsche Go-Spielerin
- Knauf, Carl (1893–1944), deutscher Maler
- Knauf, Daniel (* 1958), US-amerikanischer Drehbuchautor, Comicbuchautor, Regisseur und Produzent
- Knauf, Erich (1895–1944), deutscher Journalist, Schriftsteller und Liedtexter
- Knauf, Ernst (1869–1904), deutscher Orgelbauer
- Knauf, Ernst Axel (* 1953), deutscher evangelischer Alttestamentler
- Knauf, Friedrich Christian (1802–1883), deutscher Orgelbauer
- Knauf, Gottlieb (1810–1872), deutscher Orgelbauer
- Knauf, Guido (* 1834), deutscher Orgelbauer
- Knauf, Helen, deutsche Pädagogin
- Knauf, Henner (1901–1976), deutscher Kunstmaler
- Knauf, Horst (* 1960), deutscher Fußballspieler
- Knauf, Jacob (* 1997), deutscher Basketballspieler
- Knauf, Johann Valentin (1762–1847), deutscher Orgelbauer
- Knauf, Karl (1909–1984), deutscher Unternehmer
- Knauf, Nikolaus (* 1936), deutscher Unternehmer, geschäftsführender Gesellschafter der Firma Knauf Gips und Honorarkonsul Russlands
- Knauf, Robert (1839–1900), deutscher Orgelbauer
- Knauf, Tassilo (1944–2023), deutscher Pädagoge
- Knauf, Thomas (* 1951), deutscher Drehbuchautor
- Knauff, Ansgar (* 2002), deutsch-ghanaischer Fußballspieler
- Knauff, Franz (1835–1920), deutscher Hygieniker
- Knauff, Marie (1841–1895), deutsche Schauspielerin und Schriftstellerin
- Knauff, Markus (* 1964), deutscher Psychologe und Kognitionswissenschaftler
- Knauff, Matthias (* 1978), deutscher Rechtswissenschaftler, Hochschullehrer und Richter
- Knauff, Mick (* 1966), deutscher Wirtschaftsjournalist und Finanzkorrespondent
- Knauft, Karl (1887–1944), deutscher Autor, Lyriker und Verleger
- Knauft, Wolfgang (* 1928), deutscher römisch-katholischer Geistlicher, Journalist und Autor
- Knaup, Andreas (* 1954), deutscher Schauspieler, Regisseur und Drehbuchautor
- Knaup, Hans-Josef († 1939), deutscher Fußballspieler
- Knaup, Heinz-Dieter (* 1929), deutscher Schauspieler
- Knaup, Herbert (* 1956), deutscher Schauspieler und MusikerHerbert Knaup (* 1956)

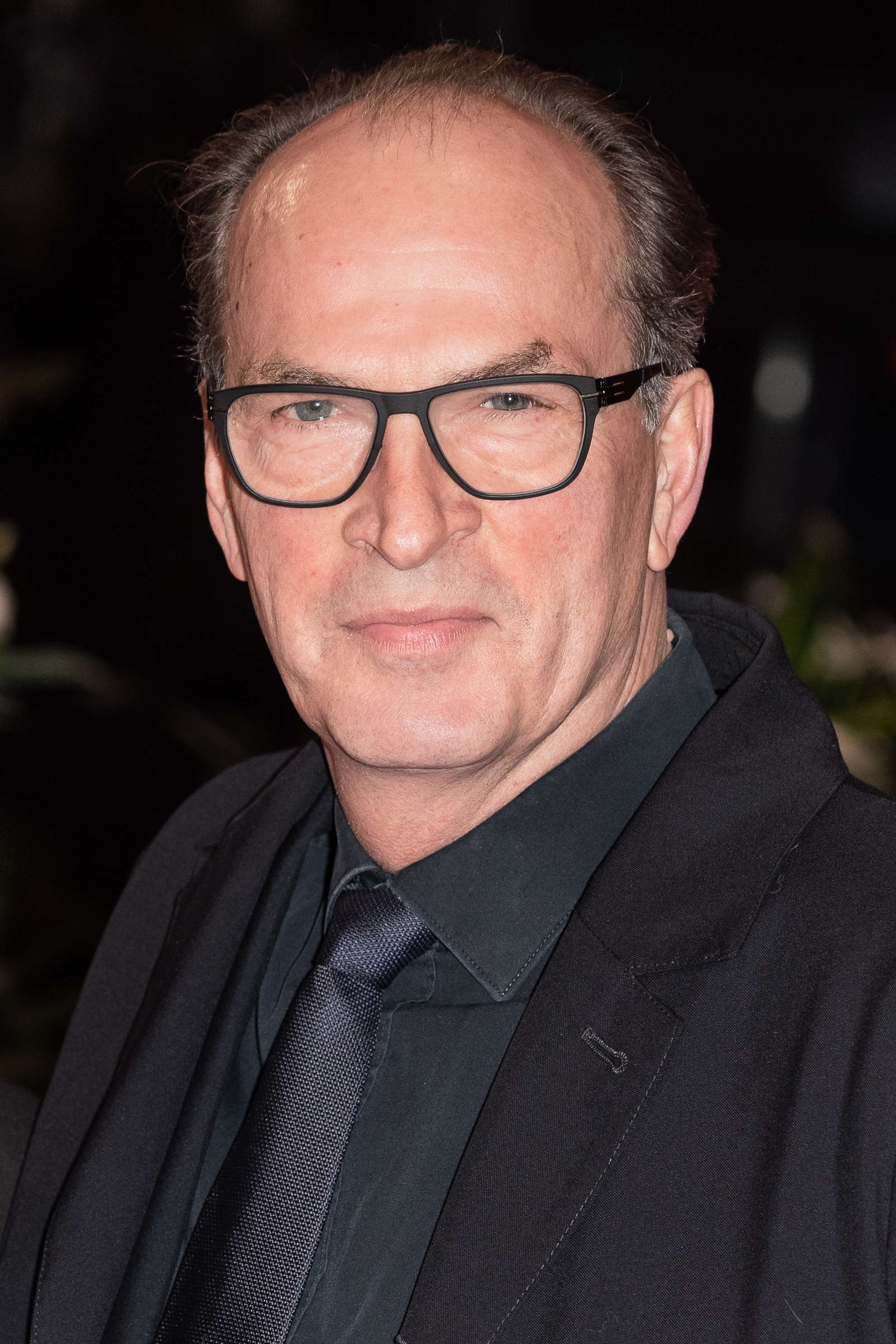
Herbert Knaup (* 1956)

- Knaup, Karl (* 1950), deutscher Schauspieler und Synchronsprecher
- Knaup, Renate (* 1948), deutsche Sängerin, Wegbereiterin des Krautrock
- Knaup, Xaver (1893–1950), deutscher Politiker (NSDAP), MdL, MdR
- Knaupp, Karl (1915–2006), deutscher katholischer Geistlicher, Generalvikar des Bistums Rottenburg
- Knaupp, Werner (* 1936), deutscher Maler
- Knaur, Hermann (1811–1872), deutscher Bildhauer
- Knaus, Albrecht (1913–2007), deutscher Verleger
- Knaus, Carl Christian (1801–1844), deutscher Kameralist und Agrarwissenschaftler
- Knaus, Fritz (1888–1945), österreichischer Politiker (NSDAP), MdR, Oberbürgermeister und SA-Führer
- Knaus, Gerald (* 1970), österreichischer Soziologe und MigrationsforscherGerald Knaus (* 1970)

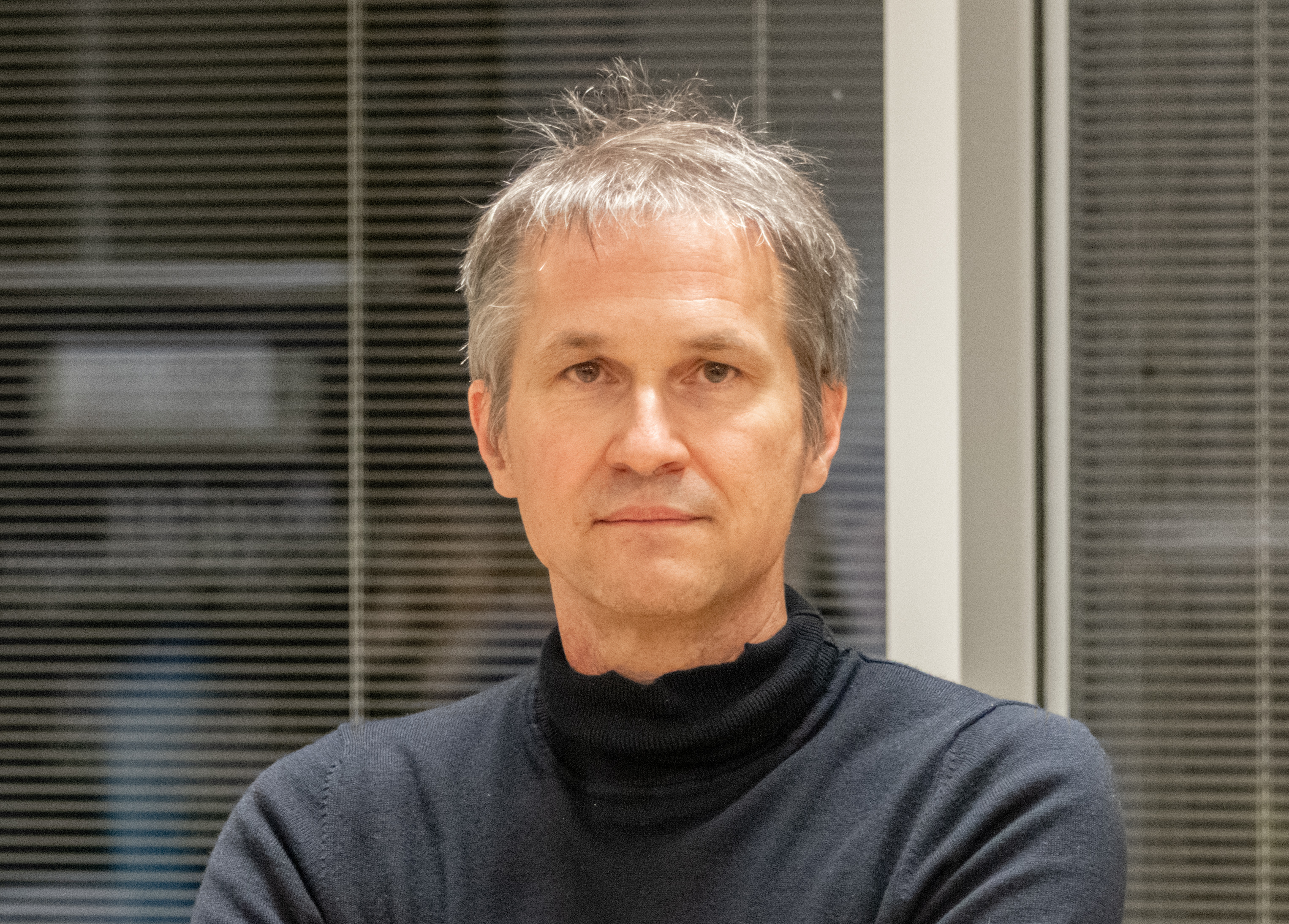
Gerald Knaus (* 1970)

- Knaus, Hermann (1892–1970), österreichischer Chirurg und Gynäkologe
- Knaus, Hermann (1907–1984), deutscher Bibliothekar
- Knaus, Herwig (1929–2020), österreichischer Musikwissenschaftler und Publizist
- Knaus, Hubert (1907–1988), österreichischer Politiker
- Knaus, Kniri (* 1945), Schweizer Jazz- und Bluesmusiker
- Knaus, Ludwig (1829–1910), deutscher Maler
- Knaus, Martin († 1813), deutscher Zimmermann und Mühlenarzt
- Knaus, Petra, deutsche Biochemikerin und Hochschullehrerin
- Knaus, Richard (1889–1974), österreichischer Landschafts- und Porträtmaler
- Knaus, Thomas (* 1974), deutscher Pädagoge, Medienpädagoge und Hochschullehrer
- Knaus, Ulita (* 1969), deutsche Sängerin
- Knaus, Walter, deutscher Hörspielregisseur
- Knauschner, Franz (1899–1968), deutscher Politiker (SPD), MdL
- Knauseder, Gabriele (* 1966), österreichische Politikerin (SPÖ), Landtagsabgeordnete in Oberösterreich
- Knauseder, Peter, österreichischer Sportmanager und Rennrodelfunktionär
- Knausgård, Karl Ove (* 1968), norwegischer SchriftstellerKarl Ove Knausgård (* 1968)

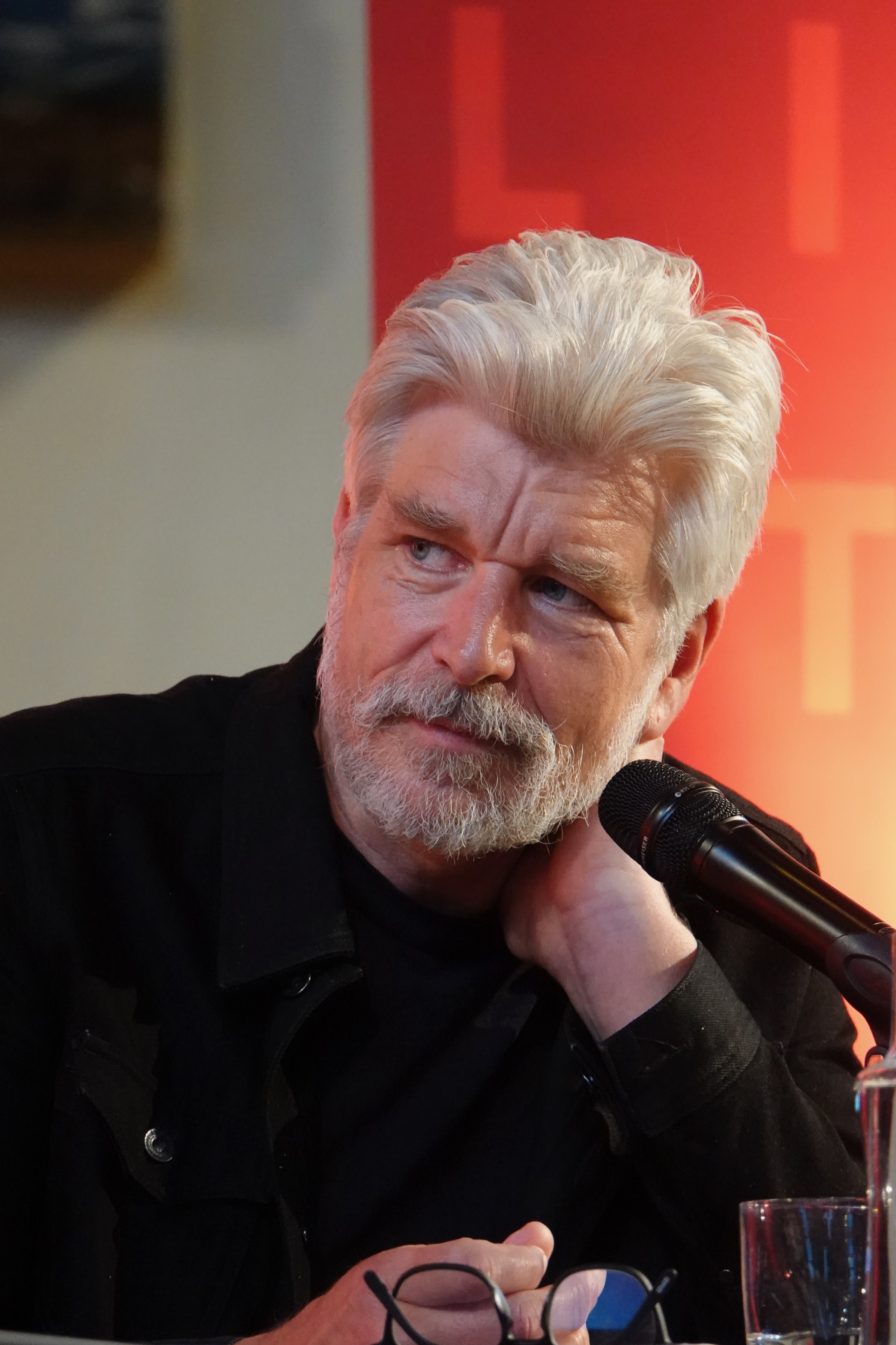
Karl Ove Knausgård (* 1968)

- Knausmüller, Erwin (1912–2000), österreichisch-sowjetischer Kommunist, Politoffizier, Journalist und Schauspieler
- Knauß, Bernhard (* 1965), österreichischer und slowenischer Skirennläufer
- Knauß, Erwin (1922–2013), deutscher Sozial- und Kulturwissenschaftler und Historiker
- Knauß, Florian (* 1963), deutscher Klassischer Archäologe
- Knauss, Friedrich von (1724–1789), deutscher Automatenbauer und Erfinder
- Knauss, Gerhard (1928–2020), deutscher Philosoph
- Knauss, Günther (1943–2022), deutscher Eishockeytorwart und Kommunalpolitiker
- Knauß, Hans (* 1971), österreichischer Skirennläufer und Motorsportler
- Knauss, Jürgen (1938–2024), deutscher Unternehmer und Fotograf
- Knauss, Lena (* 1984), deutsche Regisseurin und Drehbuchautorin
- Knauss, Philipp (* 1974), deutscher Filmproduzent und Drehbuchautor
- Knauss, Robert (1892–1955), deutscher General der Flieger im Zweiten Weltkrieg
- Knauss, Rudi (* 1957), deutscher Schauspieler
- Knauss, Sarah (1880–1999), US-amerikanische AltersrekordlerinSarah Knauss (1880–1999)

Sarah Knauss (1880–1999)

- Knauss, Sibylle (* 1944), deutsche Schriftstellerin
- Knauss, Wolfgang (* 1933), deutschstämmiger US-amerikanischer Ingenieurwissenschaftler
- Knaust, Bartold († 1642), deutscher Stadthauptmann von Hannover im Dreißigjährigen Krieg
- Knaust, Heinrich (1520–1580), deutscher Pädagoge, Autor und römisch-katholischer Theologe
- Knaust, Johannes (1879–1961), deutscher Politiker (SPD)
- Knaust, Werner (* 1924), deutscher Fußballspieler
- Knaut, Christian (1656–1716), deutscher Arzt, Botaniker und Bibliothekar
- Knaut, Christoph (1638–1694), deutscher Arzt und Botaniker
- Knauth, Alfons (* 1941), deutscher Romanist
- Knauth, Antonio (1855–1915), deutsch-amerikanischer Rechtsanwalt
- Knauth, Franz Theodor (1803–1874), deutscher Kaufmann und Bankier
- Knauth, Hans, Ritter, Amtmann von Sangerhausen und Lehnsmann der Grafen zu Stolberg
- Knauth, Hans (1892–1935), deutscher paramilitärischer Aktivist
- Knauth, Joachim (1931–2019), deutscher Dramatiker, Hörspielautor und Essayist
- Knauth, Johann (1864–1924), deutscher Architekt
- Knauth, Johann Carl (1800–1876), deutscher Rechtsanwalt und Politiker, MdHB
- Knauth, Johann Conrad (1662–1732), kursächsischer Historiker und Rektor der Kreuzschule in Dresden
- Knauth, Konstantin Gottlieb (1814–1864), deutscher Arzt und Abgeordneter in Ostpreußen
- Knauth, Michael (* 1965), deutscher Hockeyspieler
- Knauth, Michael (* 1974), deutscher bildender Künstler
- Knauth, Michael (* 1983), österreichischer Handballspieler
- Knauth, Rudolf (1879–1963), deutscher Jurist
- Knauth, Thorsten (* 1964), deutscher evangelischer Theologe
- Knauthe, Christian (1706–1784), deutscher Geschichtsforscher, Heimatforscher der Oberlausitz und Pfarrer in Friedersdorf
- Knauthe, Hansjörg (* 1944), deutscher Biathlet
- Knauthe, Herbert (1928–2019), österreichischer Ministerialrat
- Knauthe, Martin (1889–1942), deutscher Architekt
- Knauthe, Theodor (1837–1895), deutscher Mediziner
- Knautz, Arthur (* 1911), deutscher Handballspieler
- Knauz, Nándor (1831–1898), ungarischer römisch-katholischer Geistlicher und Historiker

### Knav
- Knaven, Mirre (* 2004), niederländischer Radrennfahrerin
- Knaven, Servais (* 1971), niederländischer Radrennfahrer und Sportlicher LeiterServais Knaven (* 1971)

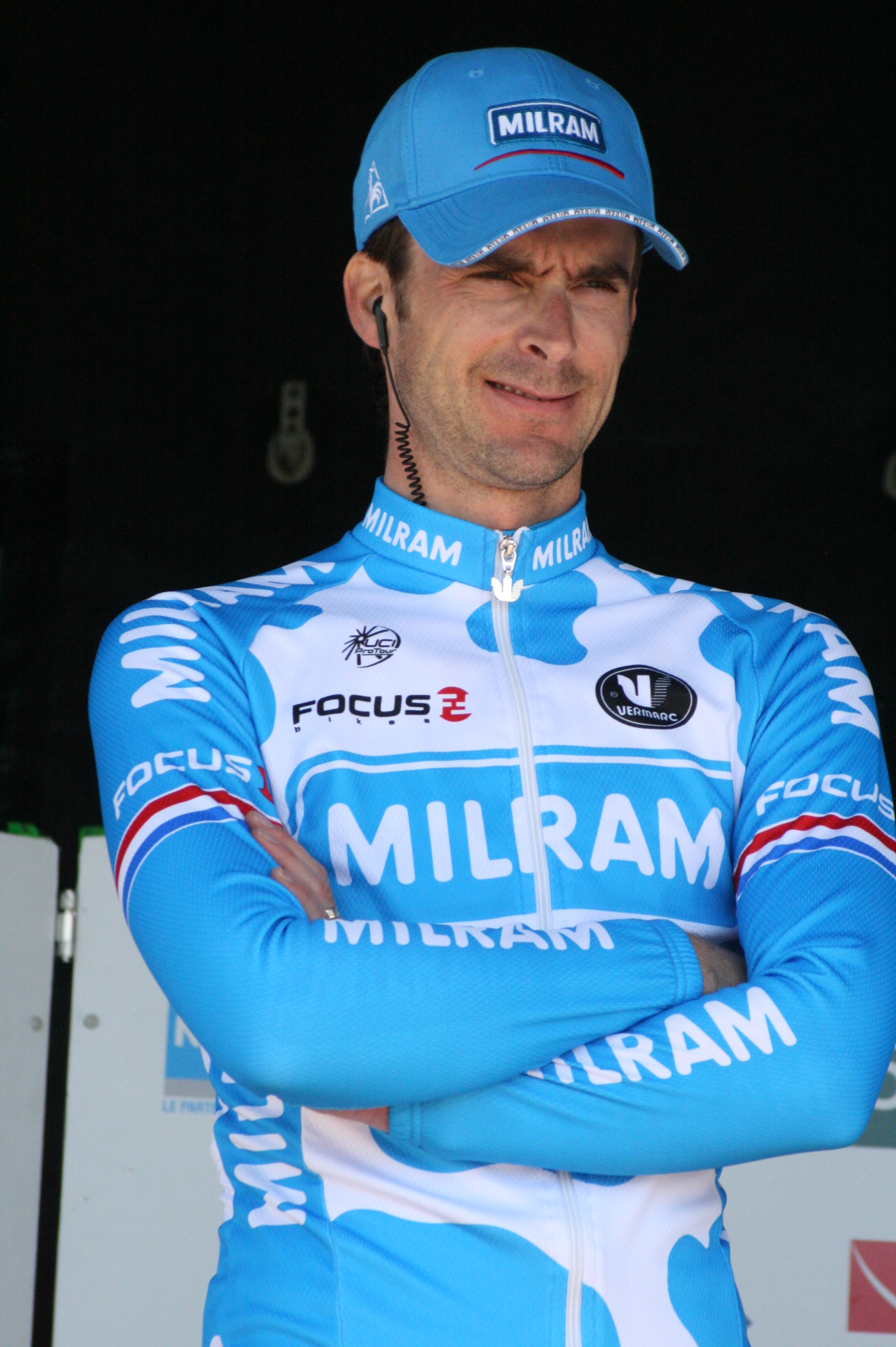
Servais Knaven (* 1971)

- Knavs, Aleksander (* 1975), slowenischer Fußballspieler

### Knay
- Knayer, Immanuel (1896–1962), deutscher Maler, Heraldiker, Radierer und Holzschneider

### Knaz
- Knazko, Aljaksandr (* 1991), belarussischer Sommerbiathlet
- Kňažko, Samuel (* 2002), slowakischer Eishockeyspieler
- Kňazovický, Slavomír (* 1967), slowakischer Kanute